# Surpopulation

Taux de croissance de la population, 2018
source : CIA

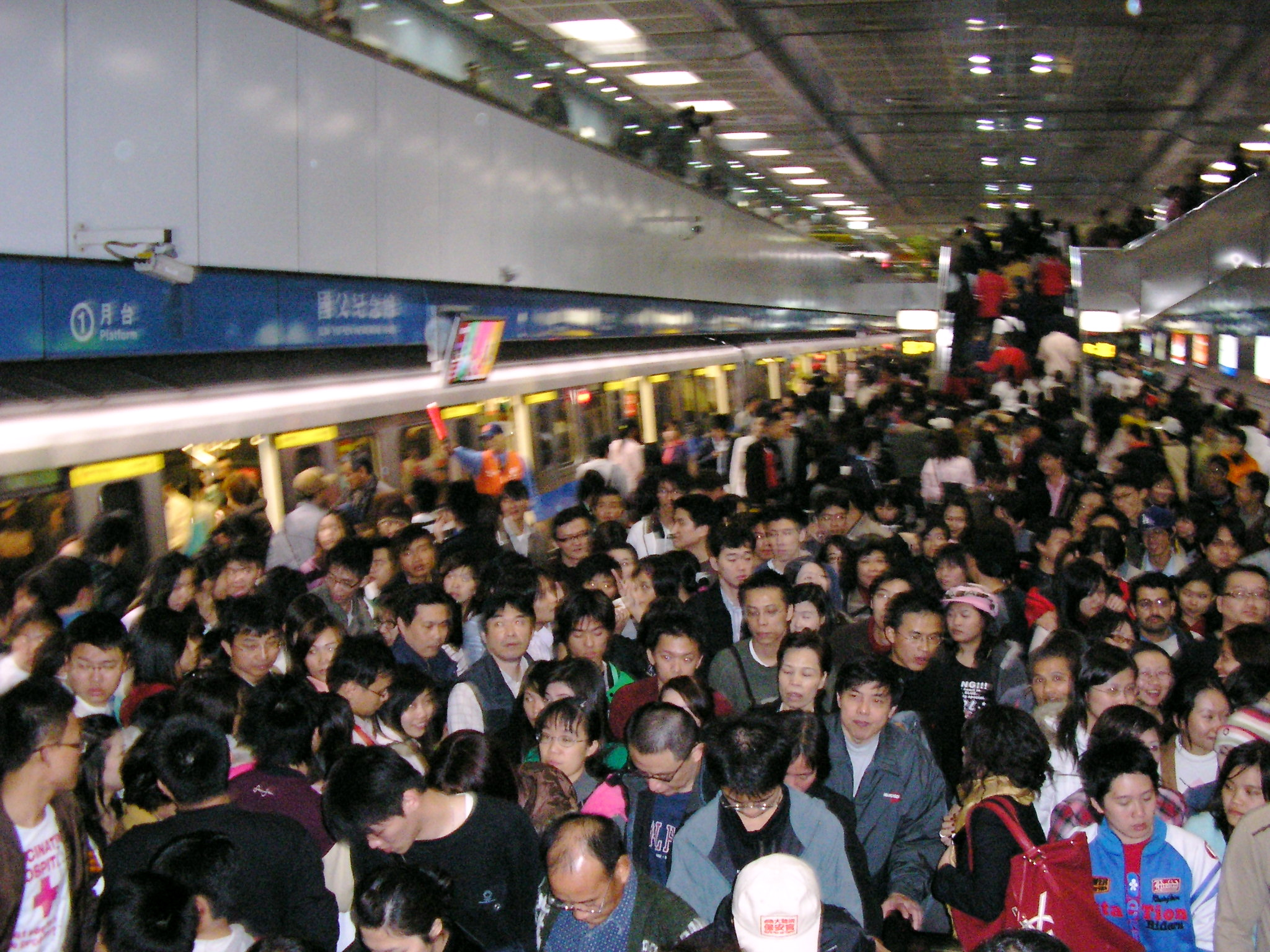
La densité de population est facteur de promiscuité (ici à Taipei) pouvant augmenter le risque épidémique et pandémique

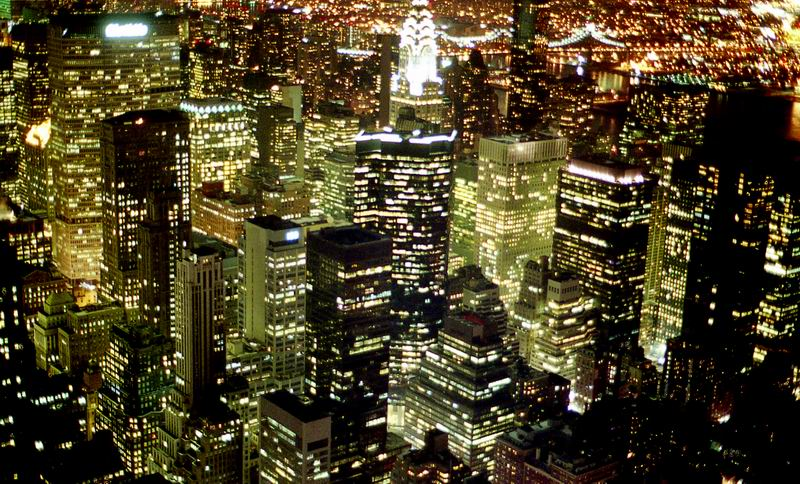
L'empreinte écologique de l'urbanisation est l'un des facteurs en jeu dans les évaluations de la surpopulation (ici : New York, Manhattan)

La surpopulation est un état démographique caractérisé par le fait que le nombre d'individus d'une espèce vivante excède la capacité de charge de son habitat, c'est-à-dire sa capacité à :
- fournir les ressources nécessaires pour assurer la pérennité de cette espèce ;
- réparer les agressions (pollutions, perturbation des régulations écologiques naturelles) infligées par cette espèce à son environnement.

Cette notion peut être envisagée à l'échelle d'un territoire (qui peut être local, régional, national, continental) ou de la planète Terre elle-même. Dans ce cas, les limites démographiques à prendre en compte comprennent de surcroit la sauvegarde des processus de régulation globaux (régulation de la température et de la composition chimique de l'atmosphère et des océans, des pluies, des courants marins, etc.), qui tendent à maintenir le système Terre dans un état propice à la vie.
La notion est parfois appliquée au domaine vétérinaire ou de l'élevage (population animale) ou à des sous-unités géographiques ou sociales (on parle par exemple de « surpopulation carcérale »).
Le présent article traite essentiellement du cas de la surpopulation humaine.

## Histoire

### Histoire de la croissance démographique

Démographie mondiale estimée, depuis la fin de la dernière glaciation (10000 ans environ)

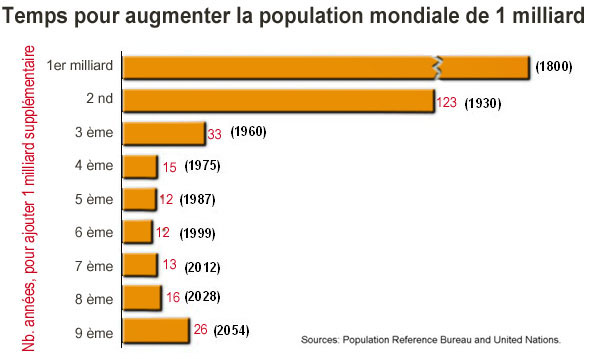
Estimation de 2011 du nombre d'années (en rouge) pour que la population mondiale augmente d'un milliard d'individus. Ce type de diagramme inclut à la fois des évaluations démographiques rétrospectives et une part de prospective démographique (projections démographiques pour la période 2010-2050). Le chiffre entre parenthèses indique l'année à laquelle le seuil du milliard d'êtres humains est atteint. On notera la dérive sur les estimations (8e milliard estimé en 2028 mais atteint en 2022).

La paléodémographie étudie les comportements et les structures des populations préhistoriques. Elle a permis par exemple d'évaluer la population totale d’Homo ergaster, qui vivait en Afrique entre - 1,8 et 1 million d'années avant notre ère, au maximum à 200 000 individus.
L'économie de la société paléolithique est celle de chasseurs-cueilleurs. La densité de population est estimée autour d'un habitant par kilomètre carré, cette faible densité étant principalement due à une masse grasse corporelle faible, aux infanticides, aux femmes se livrant à des exercices d'endurance intenses, au sevrage tardif des nourrissons et au mode de vie nomade.
Selon la théorie de la catastrophe de Toba, une gigantesque éruption volcanique a modifié l'histoire de l'évolution humaine par une réduction sévère de la population il y a environ 74 000 ans : la population mondiale aurait été réduite à 15 000 individus.
Depuis cette époque jusqu'à la fin du Paléolithique, on estime que la population mondiale n'a probablement jamais dépassé, selon les sources, 1 million à 15 millions d'individus avant l'invention de l'agriculture.
La révolution néolithique, après la fin de la dernière glaciation, il y a 12 000 ans, entraîne une explosion démographique grâce à l'invention de l'agriculture.
Les estimations de population de l'Empire romain s'élèvent à 50–60 millions d'habitants vers 300–400 ap. J.-C.
La peste dont la première apparition connue date du règne de Justinien a réduit la population de l'Europe d'environ 50 % entre 542 (peste) et le VIIIe siècle. Les estimations de la population totale de l'Europe à l'époque de Charlemagne sont floues, mais elle est évaluée entre 25 et 30 millions, dont 15 millions en France carolingienne.
La population de l'Europe dépassait 70 millions en 1340.
Au début du XIVe siècle, après une longue période d'expansion par défrichement, l'Europe était, selon certains avis, surpeuplée. L'Angleterre était passée d'environ un million d'habitants en 1086 à une fourchette de 5 à 7 millions. La France de 1328 était géographiquement plus petite qu'aujourd'hui mais avait déjà entre 18 et 20 millions d'habitants, niveau qui ne sera dépassé qu'au début de l'Époque moderne. Plusieurs catastrophes vinrent décimer des millions d'Européens, de la Grande famine de 1315-1317 à la Peste noire en passant par la guerre de Cent Ans. La pandémie de la Peste noire pourrait avoir réduit la population mondiale de 450 millions en 1340 à 350-375 millions en 1400 ; il fallut près de 200 ans pour que la population de l'Europe retrouve son niveau de 1340.
La Chine a subi un déclin démographique depuis un niveau estimé à 123 millions vers 1200 jusqu'à environ 65 millions en 1393, qui fut probablement dû à la combinaison des invasions mongoles et à la peste noire.
Lors de la fondation de la Dynastie Ming en 1368, la population de la Chine était évaluée à 60 millions ; vers la fin de la dynastie en 1644, elle pourrait avoir approché 150 millions,.
La population de l'Angleterre atteint environ 5,6 millions en 1650, alors qu'elle était estimée à 2,6 millions en 1500. Les nouvelles cultures apportées à l'Asie et l'Europe depuis les Amériques par les colonisateurs espagnols au XVIe siècle ont contribué à la croissance de la population,. Depuis leur introduction par les commerçants portugais au XVIe siècle, le maïs et le manioc ont remplacé les cultures traditionnelles d'Afrique comme les plus importants aliments de base du continent.
La population totale des Amériques en 1500 pourrait s'être située entre 50 et 100 millions. La population précolombienne d'Amérique du Nord se chiffrait probablement quelque part entre 2 millions et 18 millions. Les rencontres entre explorateurs européens et populations du reste du monde ont souvent introduit localement des épidémies d'une extraordinaire virulence. Des preuves archéologiques indiquent que la mort de près de 90 % de la population indigène Amérindienne du Nouveau Monde fut causée par des maladies de l'Ancien Monde telles que la variole, la rougeole et la grippe. Au fil des siècles, les Européens avaient développé de hauts degrés d'immunité à ces maladies, tandis que les peuples indigènes n'avaient pas de telle immunité
| Croissance de la population 1990–2012 (%) | Croissance de la population 1990–2012 (%) |
| ----------------------------------------- | ----------------------------------------- |
| Monde                                     | 33,4 %                                    |
| Afrique                                   | 73,3 %                                    |
| Moyen-Orient                              | 68,2 %                                    |
| Asie hors Chine                           | 42,8 %                                    |
| Amérique latine                           | 36,6 %                                    |
| OCDE Amérique du Nord                     | 27,9 %                                    |
| Chine                                     | 19,0 %                                    |
| OCDE Europe                               | 11,5 %                                    |
| OCDE Pacifique                            | 11,1 %                                    |
| Europe et Eurasie hors OCDE               | -0,8 %                                    |

Carte des pays du monde par taux de croissance démographique (2011)
Source : CIA World Factbook

La Révolution industrielle a entrainé, du fait de l'augmentation du niveau de vie et des progrès de la médecine, une baisse de la mortalité, et par conséquent une croissance de la population dont le taux s'accélère progressivement. Cet enchaînement débute en Grande-Bretagne à la fin du XVIIIe siècle, puis se propage à la France au début du XIXe siècle, à l’Allemagne et aux États-Unis à partir du milieu du XIXe, au Japon à partir de 1868 puis à la Russie à la fin du XIXe.
La population mondiale à la fin du XVIIIe siècle est estimée à un peu moins d'un milliard. Au début du XXe siècle, elle atteint environ 1,6 milliard. En 1940, elle est déjà de 2,3 milliards.
La croissance démographique devient spectaculaire à partir de 1950 (plus de 1,8 % par an) du fait de la généralisation de la Révolution industrielle à l'ensemble de la planète et en particulier de la forte croissance de la production alimentaire apportée par l'industrialisation de l'agriculture provoquée par la Révolution verte.
Le taux de croissance démographique mondial a atteint un pic à 2,1 % l'an dans la période 1965-1970. Depuis, il s'abaisse progressivement (1,2 % l'an pour 2005-2010).
Par exemple, l'Indonésie a vu croître sa population de 97 millions en 1961 à 237,6 millions en 2010, soit une augmentation de 145 % en 49 ans. En Inde, la population a cru de 361 millions en 1951 à 1,21 milliard en 2011,, un bond de 235 % en 60 ans.
La croissance démographique est très inégalement répartie : le tableau ci-contre montre que les taux les plus élevés concernent les pays qui ont amorcé leur transition démographique le plus tardivement, alors que ceux qui l'ont commencée les premiers ont des taux de croissance faibles, voire négatifs.

### En France
Les Homo erectus dont les archéologues ont retrouvé des traces datées de 1,6 million d'années près de Béziers n'étaient que quelques milliers en France.
On estime aujourd'hui que les hommes préhistoriques vivant (sur ce qui correspondait à cette époque au territoire français actuel) de chasse et de cueillette étaient en état de « surpopulation » à partir de 3 à 4 habitants en moyenne au km², mais avec des déséquilibres manifestes n'apparaissant probablement qu'à un seuil de 8 à 10 habitants/km². Une surpopulation locale se résolvait par l'émigration ou une surmortalité temporaire (famine et/ou maladie) et peut-être parfois des conflits armés.
L'agriculture sur brûlis a permis une première hausse de population (à environ 10 hab./km2), mais ce système induisit rapidement une crise auto-entretenue (cercle vicieux par la dégradation des meilleurs sols et la lenteur de la reconstitution du couvert forestier).
L'invention de l'agriculture et de l'élevage, puis la diffusion de l'assolement biennal permirent un nouveau seuil (d'environ 20 habitants/km²) en France dans l'Antiquité, passant à 35 à 40 au Moyen Âge grâce notamment à la jachère et à des systèmes de polyculture-élevage d'agrosylviculture et à l'introduction de la charrue (qui permet un désherbage éliminant la compétition par les adventices, mais dégrade rapidement l'humus et produit une semelle de labour). L'assolement triennal sur les sols très riches de la moitié nord de la France et l'invention du bocage de haies vives en Bretagne et Normandie ont encore augmenté les rendements, permettant à un maximum de 20 millions d'habitants de vivre de la production du sol et de la pêche. Il semble qu'une limite fut atteinte au cours du XIIIe siècle : la croissance diminua ainsi que la qualité des sols cultivés, fragilisant les populations (d'où probablement la virulence de la Grande Peste de 1346 qui tua un tiers de la population européenne).
Ce seuil de 20 millions d'habitants fut à nouveau atteint à la fin du XVIe siècle. Cependant, la reproduction à l'identique du système agraire féodal produisit les mêmes effets : nouvelle baisse de la population française de 20 millions en 1560 à 16 millions en 1590 (c'est en France l'époque des guerres de religion). Sous Louis XIV, le chiffre de 20 millions fut à nouveau atteint puis dépassé grâce aux progrès de l'agriculture au XVIIIe siècle (28 millions d'habitants à la Révolution) et surtout au XIXe siècle : nouvelles cultures (pomme de terre), amélioration de l'alimentation (sucre et conserves puis réfrigération notamment), amélioration des techniques et des outils (engrais), utilisation d'énergies fossiles.

### Projections démographiques
| Région                              | 2023 (%)         | 2050 (%)       | 2100 (%)       |
| ----------------------------------- | ---------------- | -------------- | -------------- |
| Afrique subsaharienne               | 1 196,7 (14,9 %) | 2 077 (21,5 %) | 3 345 (32,8 %) |
| Afrique du Nord et Asie occidentale | 568 (7,1 %)      | 789 (8,2 %)    | 987 (9,7 %)    |
| Asie centrale et Asie du Sud        | 2 112,8 (26,2 %) | 2 613 (27,1 %) | 2 643 (25,9 %) |
| Asie de l'Est et Asie du Sud-Est    | 2 349,6 (29,2 %) | 2 247 (23,3 %) | 1 456 (14,3 %) |
| Europe et Amérique du Nord          | 1 127,5 (14,0 %) | 1 130 (11,7 %) | 1 068 (10,5 %) |
| Amérique latine et Caraïbes         | 656,6 (8,1 %)    | 730 (7,6 %)    | 615 (6,0 %)    |
| Océanie                             | 45,3 (0,6 %)     | 57 (0,6 %)     | 73 (0,7 %)     |
| Monde                               | 8 056,5          | 9 644          | 10 187         |

Selon la variante médiane des projections démographiques des Nations unies World Population Prospects : the 2024 revision :
- La population mondiale continuerait à croître fortement, passant de 8,2 milliards en 2024 à 11,2 milliards en 2100, après un pic à 10,3 milliards en 2084. En dix ans, la prévision 2100 a baissé de 6 %. L'ONU estime à 80 % la probabilité que le pic de population soit atteint avant la fin du siècle[o 1].

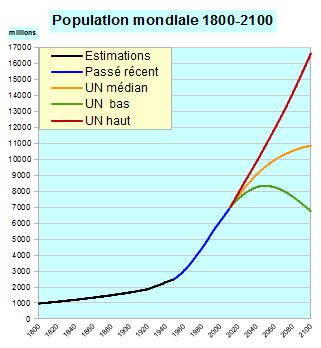
Population mondiale : 3 scénarios d'évolution 1800-2100 des Nations unies.
sources : Nations unies, Projections de population 2013 ; 1800-1950 : estimations US Census Bureau

Scénarios prospectifs régionaux et scénario global, produits à partir des tendances estimées (ONU 2010).
NB : L'échelle verticale est logarithmique, ce qui atténue visuellement l'augmentation rapide que ces chiffres représentent.

- Le scénario médian estime qu'elle va atteindre 9,64 milliards en 2050[29], en supposant un déclin du taux de fécondité moyen mondial de 2,25 enfants par femme en 2023 à 2,1 à la fin des années 2040[o 2].
- Le rapport répartit les pays en trois groupes selon leur stade de transition démographique : 63 pays et territoires, regroupant 28 % de la population mondiale en 2024, ont déjà passé le pic de population (Chine, Allemagne, Japon, Russie) ; 48 autres, soit 10 % de la population, atteindront leur pic entre 2025 et 2054 (Brésil, iran, Vietnam) ; la population des 126 autres continuera à croître au-delà de 2054, atteignant son pic avant 2100 ou après (Inde, Indonésie, plus des pays dont la croissance démographique repose sur l'immigration : Australie, Canada, États-Unis)[o 3].
- Les pays de ce troisième groupe verront leur population croître de 38 % entre 2024 à 2050, de 5,1 milliards à 7 milliards, et atteindrait 8,3 milliards en 2100, atteignant 82 ù de la population mondiale contre 62 % en 2024[o 4] ; neuf pays verraient leur population doubler entre 2024 et 2054 selon ces projections, dont l'Angola, la République Centrafricaine, la République démocratique du Congo, le Niger et la Somalie ; plus d'un cinquième de la croissance démographique mondiale serait concentrée dans ces 9 pays[o 5]. On peut s'interroger sur la validité de ce type de projections basées uniquement sur l'extrapolation des évolutions passées des taux de fécondité, sans prise en compte des limites physiques imposées par les ressources disponibles et les équilibres écologiques : certains de ces pays, en particulier ceux du Sahel (Niger, Mali, moitié nord du Nigéria) et ceux de la Corne de l'Afrique (Somalie), sont déjà affectés de famines récurrentes, d'autres sont déjà surpeuplés comme le Burundi, qui apparait comme l'un des 3 pays les plus pauvres du monde dans tous les classements (cf Liste des pays par PIB (PPA) par habitant) et est affecté de famines fréquentes (en particulier en 2007[32] et en 2011[33]) ; on peut donc craindre qu'une évolution aussi explosive débouche sur des crises écologiques dont l'impact sur le taux de mortalité et/ou sur l'émigration remettrait en cause ces projections.
- L'accroissement mondial prévu est concentré sur un petit nombre de pays : sur la période 2024–2054, celle de l'Inde augmentera de 241 millions, celle du Nigeria de 143 millions, celle du Pakistan de 138 millions, celle de la République démocratique du Congo de 131 millions, celle de l'Éthiopie de 108 millions, celle de la Tanzanie de 72 millions[o 6].
- La Chine, qui a cédé en 2023 à l'Inde sa place de pays le plus peuplé du monde, verra sa population décliner de 204 millions d'ici 2054, puis de 582 millions supplémentaires sur la fin du siècle[o 6]. La population de l'Inde devrait décroître de 12 % après son pic atteint au début des années 2060[o 7].
- Les versions successives des projections des Nations unies ont connu une dérive haussière : la population 2050 dans la variante médiane évolue comme suit :

1. version 2008 (publiée en 2009)[34] : 9,1 milliards ;
2. version 2010 (publiée en 2011)[35] : 9,3 milliards ;
3. version 2012 (publiée en 2013)[30] : 9,6 milliards ;
4. version 2015 (publiée en 2015) : 9,7 milliards[36].
5. version 2017 (publiée en 2017) : 9,77 milliards[37].

On constate la même dérive dans les prévisions de l'INED qui prévoit en 2017 pour 2050 une population de 9,85 milliards alors que sa prévision 2015 était de 9,8 milliards, celle de 2013 de 9,73 milliards, celle de 2011 de 9,587 milliards et celle de 2009 de 9,42 milliards.
Mais la version 2024 des projections de l'ONU ramène sa prévision 2050 à 9,64 milliards.
Le 22 août 2022, James Pomeroy, économiste chez HSBC, publie une étude qui conclut que le recul du taux de fécondité, tombé en 2021 à 2,3 naissances par femme, pourrait continuer plus rapidement que prévu par l'ONU, qui prévoit qu'il serait à 2,1 en 2050. Selon lui, la population mondiale attendrait son pic vers 2043 (et non vers 2080 comme le prévoit l'ONU), et chuterait de moitié d'ici 2100, à environ 4 milliards.

### Origine de la surpopulation: la transition démographique

La transition démographique

Le phénomène qui a abouti à l'explosion démographique observée depuis le XVIIIe siècle s'est déroulé en deux phases :
- La situation antérieure était une situation d'équilibre, caractérisée par un fort taux de natalité et un fort taux de mortalité, ce qui résultait en un accroissement naturel proche de zéro en moyenne. Cet équilibre global de longue période était ponctué de nombreux pics de mortalité dus à des famines, des épidémies ou encore des guerres ; souvent, ces trois facteurs se combinaient, se renforçant mutuellement. Le fort taux de natalité compensait à la fois ces pics de mortalité et le fort taux de mortalité infantile.
- Première phase de transition : le taux de mortalité chute fortement (amélioration de l'alimentation, de l'hygiène, progrès sanitaire, industrialisation…) tandis que la natalité reste forte voire augmente. L'accroissement naturel est donc fort, ce qui signifie une croissance rapide de la population.
- Seconde phase de transition : la mortalité continue à baisser, mais plus lentement, et la natalité se met elle aussi à décroître par un changement des mœurs adaptés aux précédents progrès. Le maximum de l'accroissement naturel est atteint au début de cette deuxième phase. Puis la natalité baisse plus fortement et on a donc une décélération du rythme d'accroissement de la population.
- Régime démographique moderne (post transition) : les taux de natalité et de mortalité se stabilisent à un niveau faible. La mortalité est à peu près égale d'une année à l'autre et la régulation de la population se fait désormais par la natalité qui connaît des fluctuations (pendant le régime traditionnel c'était la mortalité qui avait ce rôle régulateur). Parfois, le taux d'accroissement naturel peut devenir négatif, ce qui entraîne alors le vieillissement de la population, et plus tard, une diminution de celle-ci. On trouve ce cas dans un nombre croissant de pays, pour la plupart européens, où le taux d'accroissement naturel est négatif : Russie, Allemagne, Japon, Italie, Ukraine, Roumanie, etc. (voir liste de ces pays dans l'article Décroissance démographique).

Les premiers pays à avoir connu la transition démographique sont les pays européens, en premier lieu la Grande-Bretagne, berceau de la révolution industrielle. La durée de la transition est variable selon les pays. Par exemple, elle a duré un siècle et demi en Suède ou en Angleterre alors que la Corée du Sud l'a réalisée en 50 ans. On estime que la plupart des pays d'Europe, plus particulièrement l'Allemagne et l'Italie, vont connaître une forme extrême de ce phénomène, où le vieillissement s'accompagnera d'une diminution de la population.
Aujourd'hui tous les pays ont au moins commencé la première phase de baisse préalable de la mortalité.
L'ouvrage Les Limites à la croissance présente les graphiques des transitions démographiques de 6 pays : Suède, Angleterre et Pays de Galles, Japon, Taïwan, Égypte et Mexique.
Voir aussi les publications du Population Research Bureau, par exemple : Transitions de la population mondiale (mars 2004).

### Histoire des idées sur la surpopulation

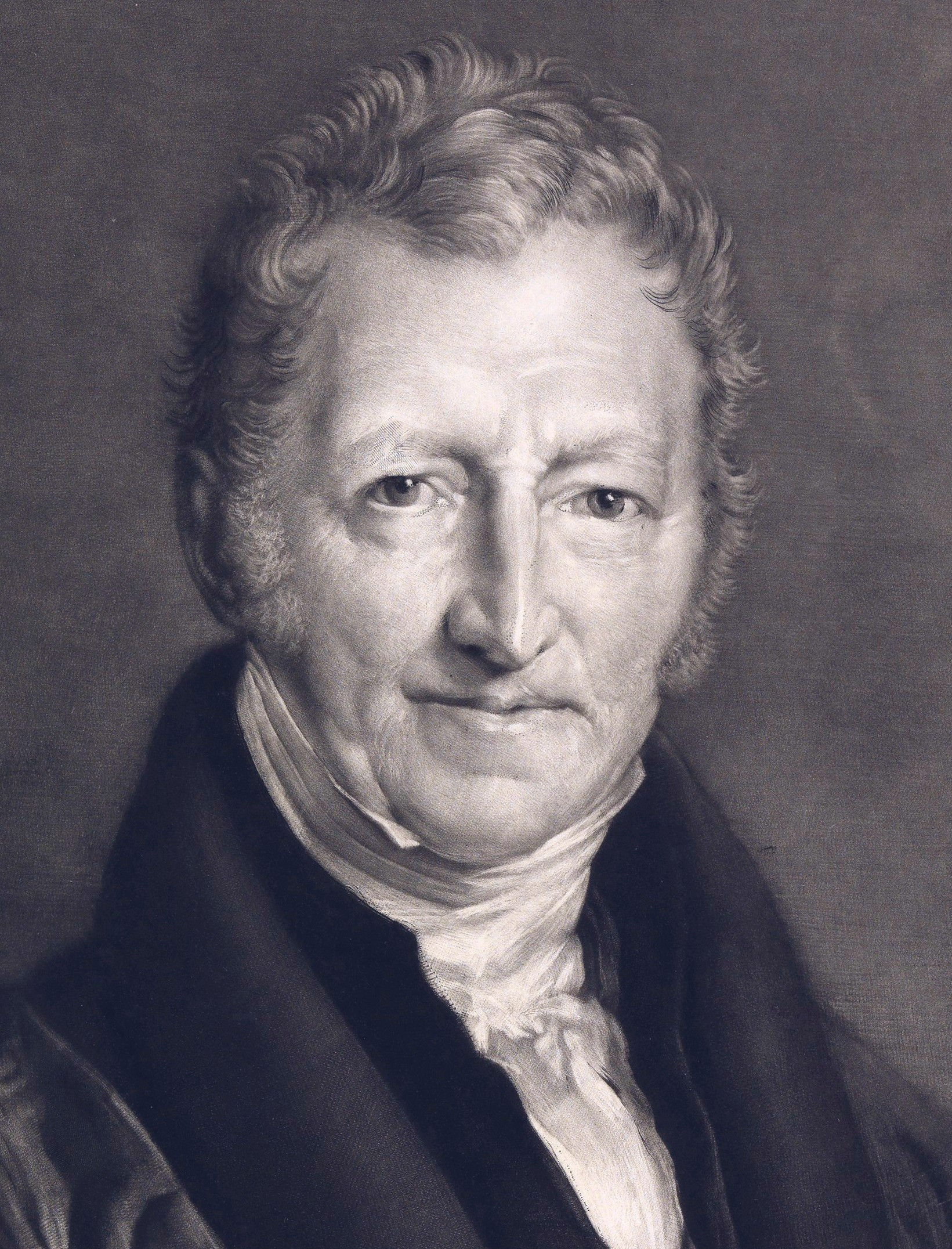
Malthus est l'un des premiers à avoir théorisé la surpopulation comme une notion relative aux ressources (malthusianisme)

Les préoccupations au sujet de la surpopulation sont anciennes.
Selon Aristote dans La Politique (VII, 4, 1326a), il y a un danger pour l'ordre public lorsque les hommes deviennent trop nombreux : « Un nombre important ne peut admettre l'ordre : quand il y a trop de citoyens, ils échappent au contrôle, les gens ne se connaissent pas, ce qui favorise la criminalité. De plus, il est facile aux étrangers et aux métèques d'usurper le droit de cité, en passant inaperçus du fait de leur nombre excessif ».
Tertullien (150-220), écrivain et théologien chrétien qui vivait à Carthage alors que la population mondiale n'était que de 190 millions d'habitants, à peine 3 % de ce qu'elle est de nos jours, écrivait : « Assurément il suffit de jeter les yeux sur l'univers pour reconnaître qu'il devient de jour en jour plus riche et plus peuplé qu'autrefois. Tout est frayé ; tout est connu ; tout s'ouvre au commerce… Comme témoignage décisif de l'accroissement du genre humain, nous sommes un fardeau pour le monde ; à peine si les éléments nous suffisent ; les nécessités deviennent plus pressantes ; cette plainte est dans toutes les bouches : la nature va nous manquer. Il est bien vrai que les pestes, les famines, les guerres, les gouffres qui ensevelissent les cités, doivent être regardés comme un remède, espèce de tonte pour les accroissements du genre humain ».
Tout au long de l'histoire, les populations ont grandi lentement malgré des taux de natalité élevés, du fait des coupes claires infligées aux populations par les guerres, les pestes et la forte mortalité infantile. Pendant les 1 000 années qui ont précédé la révolution industrielle, la population mondiale n'a augmenté que très lentement, passant de 200 millions à 700 millions.
Au début du XIXe siècle, la population avait dépassé le milliard d'individus, et des intellectuels tels que Thomas Malthus et les économistes physiocrates prédisaient que le genre humain allait outrepasser les limites des ressources disponibles, puisqu'une quantité finie de terres était incapable de supporter une population s'accroissant perpétuellement (Malthus prédit mathématiquement que sans freins, la population augmente de façon exponentielle tandis que les ressources ne croissent que de façon arithmétique) ; les hommes en surplus seraient condamnés à la famine ou à la maladie, Mère Nature éliminant ainsi « l'excédent humain ».
Les mercantilistes soutenaient au contraire qu'une population nombreuse était une forme de richesse, qui rendait possible la création de plus vastes marchés et armées.
Pendant le XIXe siècle, l'œuvre de Thomas Malthus a souvent été interprétée de façon à rendre les pauvres responsables de leur condition ; il prône ainsi l'arrêt de toute aide aux nécessiteux, car les aider aggraverait leur condition à long terme. Ceci aboutit par exemple aux English Poor Laws de 1834, ainsi qu'à une réaction hésitante à la Grande famine en Irlande en 1845-52.

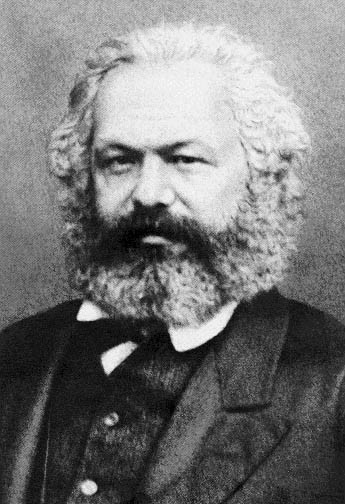
Karl Marx en 1869

À l'autre extrémité de l'éventail politique, Karl Marx développe une analyse très différente du thème de la surpopulation, longuement traitée dans le chapitre XXV du livre I du Capital intitulé « La loi générale de l’accumulation capitaliste ») : pour Marx, la surpopulation relative provient du fait que la production capitaliste n'a pas pour but premier de satisfaire les besoins sociaux existants, encore moins d'employer la main-d’œuvre disponible. Son but propre et en fait unique est la valorisation du capital, l'accroissement de la valeur-capital engagée dans la production par la formation d'une plus-value, et son accumulation, par capitalisation de cette plus-value. Et c'est uniquement en fonction des nécessités et des possibilités de cette valorisation et de cette accumulation que la population active va se trouver employée par le capital. Si excès de population il y a, il s'agit donc d'un excès seulement relatif au niveau de l'emploi tel qu'il est déterminé par les nécessités et les possibilités de la valorisation et de l'accumulation du capital. Cette surpopulation relative constitue ce que Marx nomme, d'une expression très imagée, « l'armée industrielle de réserve » du capital : une réserve de main-d’œuvre que le capital embauche ou débauche, de manière à gonfler ou dégonfler « l'armée industrielle en activité », c'est-à-dire la main-d’œuvre salariée employée. Ce volant de chômeurs permet de faire pression sur les salaires.

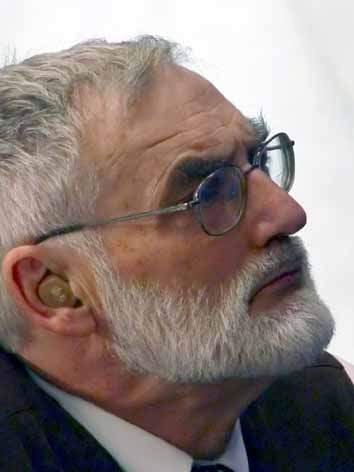
Dennis Meadows (2004).

La fin des années 1960 et les années 1970 sont marquées par la publication de plusieurs ouvrages fondamentaux qui ont connu un grand retentissement, surtout dans les pays anglophones, mais aussi dans le monde entier :
- The population Bomb de l'écrivain américain Paul R. Ehrlich, biologiste, écologue et démographe : cet ouvrage paru en 1968, dont le sous-titre est : "Contrôle des naissances ou course vers le néant ?" met en garde contre les dangers de la surpopulation, prédit des famines massives et une augmentation substantielle des taux de mortalité ; il préconise des mesures de limitation des naissances.
- The Limits to Growth, rapport demandé en 1970 à une équipe du Massachusetts Institute of Technology, dirigée par Dennis Meadows, par le Club de Rome créé par l'industriel italien Aurelio Peccei. Cet ouvrage, publié en français en 1972 sous le titre Halte à la croissance ?, repose sur un modèle informatique de type Dynamique des systèmes baptisé World3 ; il est la première étude importante soulignant les dangers écologiques de la croissance économique et démographique que connaît le monde à cette époque. En étudiant divers scénarios prévisionnels, il montre que la croissance démographique et économique ne pourra pas se poursuivre longtemps à un rythme exponentiel, car les limites physiques posées par les ressources de la planète, mais aussi par les délais de réaction de l'environnement ainsi que ceux des sociétés humaines, entraîneront inéluctablement le déclenchement de rétroactions négatives qui ramèneront le système mondial vers un état soutenable, avec un risque important que cette transition prenne la forme d'un effondrement. Ils argumentent en faveur de mesures préventives, dont la limitation des naissances, un mode de vie plus économe et l'amélioration de l'efficience dans les activités économiques, afin d'éviter que la Nature régule elle-même le système, avec des méthodes beaucoup plus expéditives : l'éternel trio famines-épidémies-guerres.

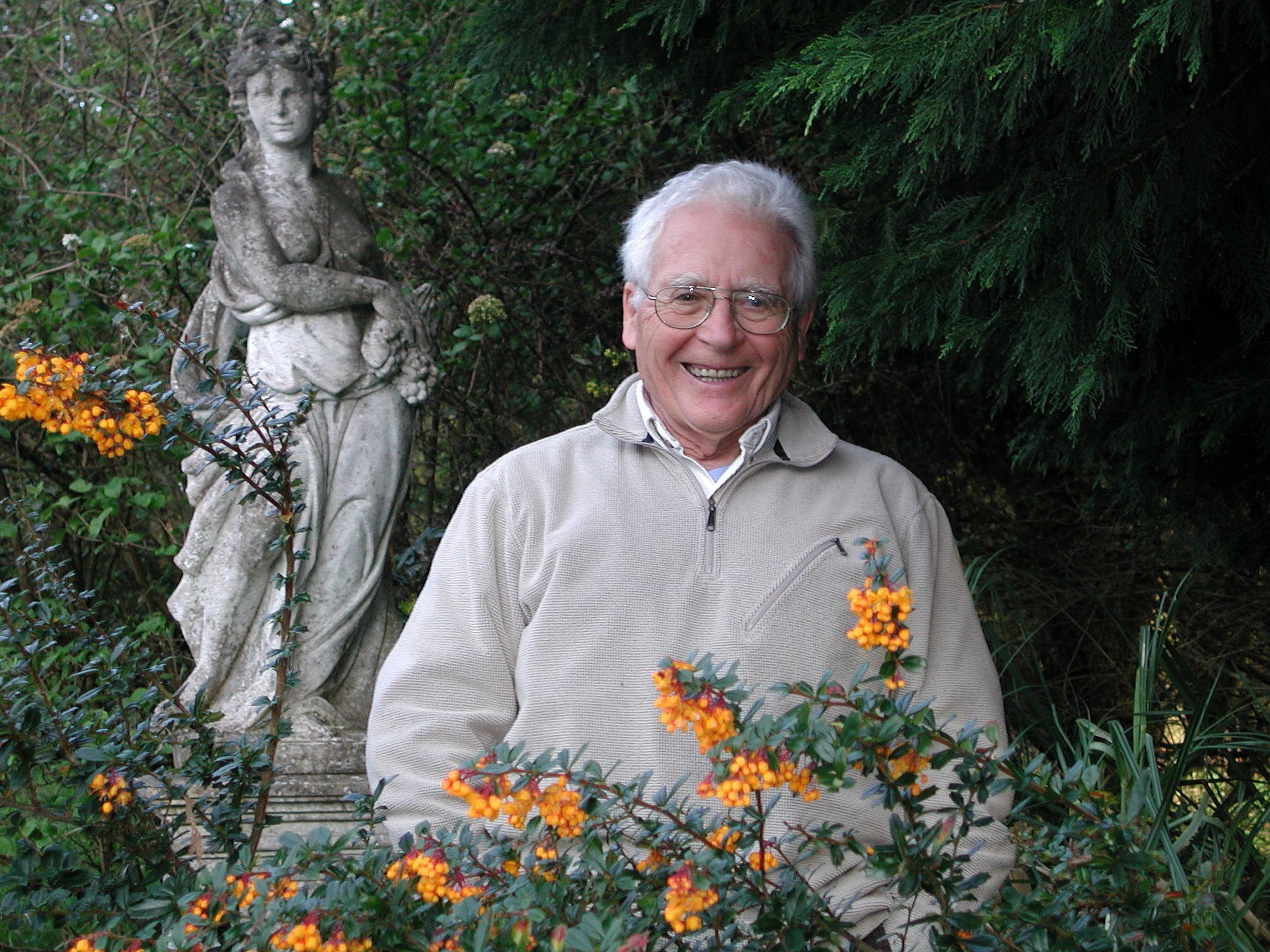
James Lovelock en 2005.

- Gaïa, a new look at life on earth de l'écrivain anglais James Lovelock, penseur, scientifique et environnementaliste spécialiste des sciences de l'atmosphère, paru en 1979 en anglais et en 1986 en français sous le titre La Terre est un être vivant, l’hypothèse Gaïa. L'hypothèse Gaïa, appelée également hypothèse biogéochimique, est une hypothèse scientifique selon laquelle la Terre serait « un système physiologique dynamique qui inclut la biosphère et maintient notre planète depuis plus de trois milliards d'années, en harmonie avec la vie »[52]. Le principal problème est, pour Lovelock — et a contrario de la pensée commune — la démographie, cause de la pollution et de la surexploitation des ressources naturelles[53] : « Les choses que nous faisons à la planète ne sont pas agressives et ne représentent pas non plus une menace géo physiologique, tant que nous ne les faisons pas à grande échelle. S’il n’y avait sur Terre que 500 millions d’humains, pratiquement rien de ce que nous faisons actuellement à l’environnement ne perturberait Gaïa »[54]. « Un slogan comme « la seule pollution, c’est la population » désigne une implacable réalité. » « Même avec un milliard d’humains, il serait encore possible de limiter ces pollutions. Mais vu notre nombre — près de sept milliards — et notre mode de vie actuel, elles sont intolérables. Si rien n’est tenté pour les limiter, elles tueront un grand nombre d’humains et d’autres espèces, et modifieront la planète de manière irréversible »[55].
En juillet 2001, lors de la conférence d'Amsterdam, intitulée « Challenges of a Changing Earth: Global Change Open Science Conference », à laquelle participent les quatre principales organisations de recherche sur le Changement Global, la théorie de Lovelock se voit consacrée dans le milieu scientifique[56] : plus d'un millier de délégués signent alors une déclaration commune dont l'article principal énonce : « le système Terre se comporte comme un système unique autorégulé, composé d'éléments physiques, chimiques, biologiques et humains »[57].

Dans une longue série de conférences de 1969 aux années 2000, le professeur Albert Allen Bartlett explique que la croissance ne peut pas être « durable », car une évolution exponentielle se heurte inéluctablement à des limites physiques. Il considérait la surpopulation comme « le plus grand défi » auquel l'humanité est confrontée et prônait un « mode de vie soutenable » (sustainable living). Il combattait le courant de pensée cornucopien qui prêche une croyance en la capacité illimitée du progrès technique à résoudre tous les problèmes, représenté en particulier par Julian Lincoln Simon.

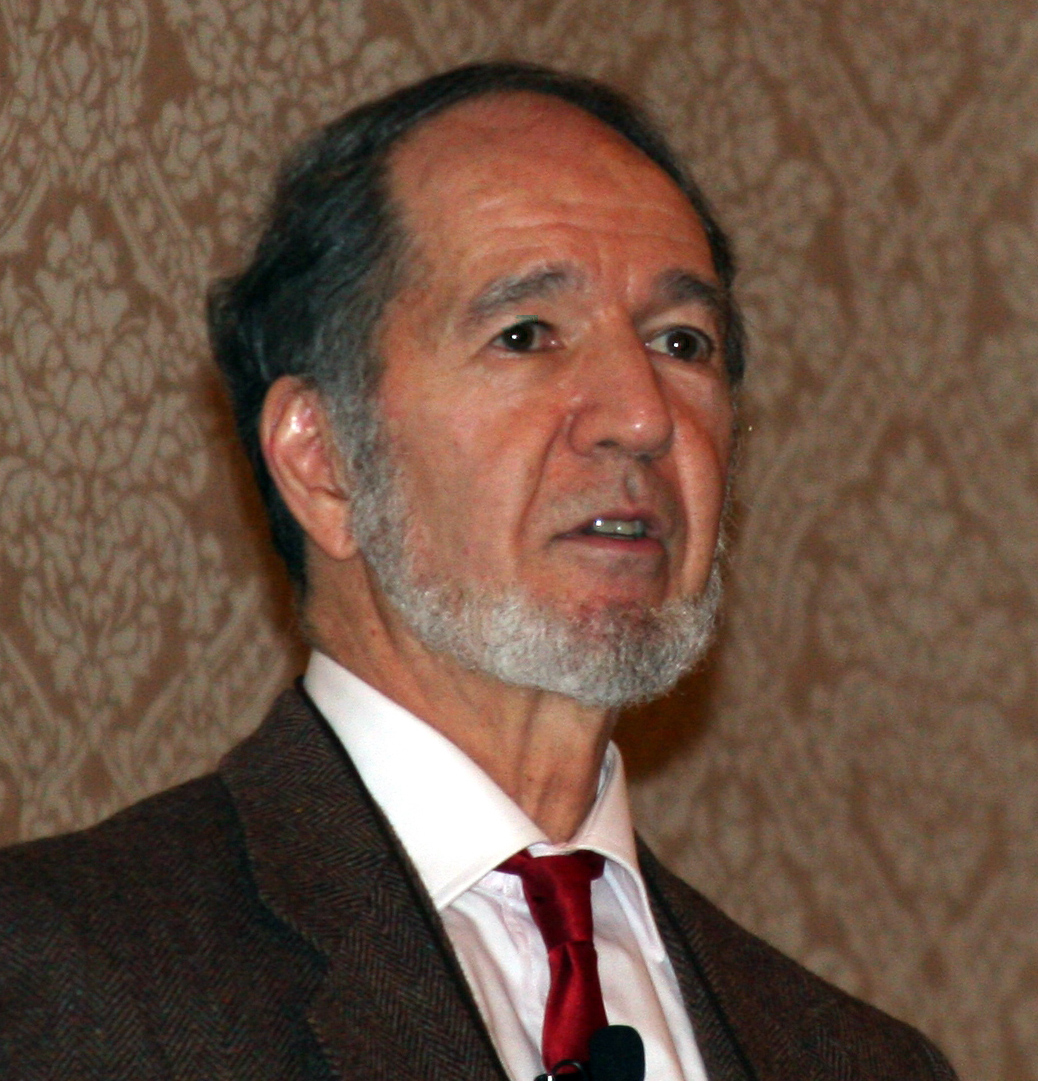
Jared Diamond

Plus récemment, la parution en 2005 du livre Collapse: How Societies Choose to Fail or Succeed de Jared Diamond, biologiste évolutionniste, physiologiste et géonomiste américain, a eu un succès retentissant. Il est traduit en français en 2006 sous le titre Effondrement. Comment les sociétés décident de leur disparition ou de leur survie. L'auteur définit son sujet comme suit : « Cet ouvrage utilise la méthode comparative pour comprendre l'effondrement de sociétés ayant pour origine des problèmes environnementaux. » Il étudie plusieurs civilisations qui se sont effondrées après avoir épuisé toutes les ressources de leur environnement, ainsi que d'autres qui ont réussi à éviter le pire en adoptant des pratiques respectueuses de l'environnement ou en s'appuyant sur les échanges avec l'extérieur.
De nos jours, certains scientifiques soutiennent encore qu'il n'y a pas de problème de surpopulation pour notre planète, s'appuyant sur les prévisions des Nations unies dont certains scénarios prévoient un plateau à partir de 2050 dans la courbe d'évolution de la population mondiale. Le microbiologiste Dr Alex Berezow affirme que la surpopulation n'est pas un problème du monde occidental, mais plutôt des pays d'Asie et d'Afrique ; il note cependant qu'avec l'enrichissement des pays émergents, la croissance démographique va ralentir, car elle est fortement liée à la prospérité économique d'un pays. On peut noter que cette prise de position occulte complètement les problèmes environnementaux.
Une enquête du Pew Research Center sur les différences d'opinions entre le public et les scientifiques, publiée en janvier 2015, révèle que 59 % des Américains pensent que la croissance de la population mondiale sera un problème majeur et que cette opinion atteint 82 % chez les scientifiques.
En 2017, plus de 15 000 scientifiques de 184 pays, dans un manifeste publié par la revue BioScience et largement relayé par la presse mondiale,, et qui devient vite l'article le plus largement cité ou mentionné de la littérature scientifique, reconnaissent consensuellement que l'espèce humaine est en état de surpopulation sur Terre.

## Capacité de charge

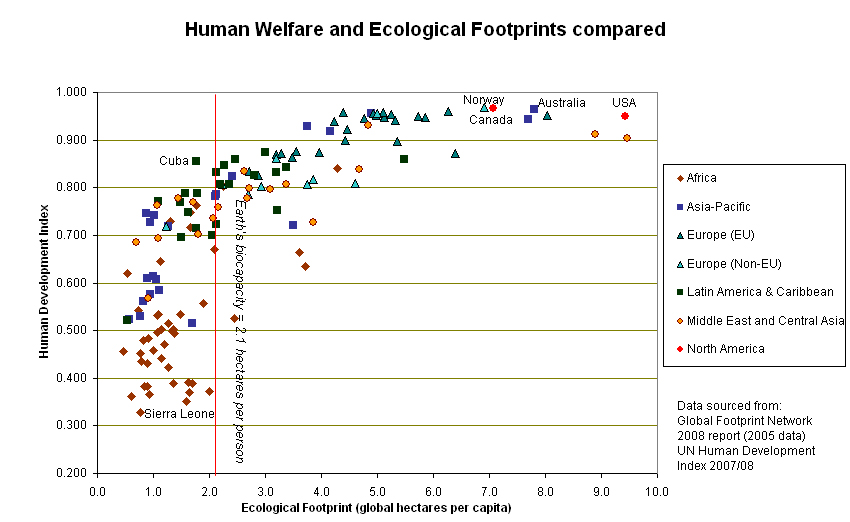
Empreinte écologique et développement humain (2009) ; la ligne rouge indique la biocapacité moyenne de la planète : 2,1 hectares par habitant.

La capacité porteuse (ou capacité de charge, ou capacité limite) en écologie est la taille maximale de la population d’un organisme qu’un milieu donné peut supporter, c'est-à-dire la capacité de ce milieu à :
- fournir les ressources nécessaires pour assurer la pérennité de cette espèce ;
- réparer les agressions (pollutions, perturbation des régulations écologiques naturelles) infligées par cette espèce à son environnement.

Des estimations très divergentes ont été proposées pour la capacité de charge de l'espèce humaine sur la planète. Les estimations vont de 100 millions (Cousteau) à 1 000 milliards.
Un rapport de 2001 de l'ONU dit que les 2/3 des estimations sont situées entre 4 milliards et 16 milliards, avec une médiane d'environ 10 milliards Les estimations plus récentes sont beaucoup plus basses, particulièrement lorsque l'épuisement des ressources et les problèmes environnementaux sont pris en considération,.
Dans une étude intitulée Nourriture, Terres, Population et l'économie U.S., David Pimentel, professeur d'écologie et d'agriculture à l'université Cornell, et Mario Giampietro, chercheur senior à la National Research Institute on Food and Nutrition (INRAN), estiment que la population maximale des États-Unis compatible avec une économie durable est de 200 millions. Afin de parvenir à une économie durable et d'éviter un désastre, les États-Unis devraient réduire leur population d'au moins un tiers, et la population mondiale devrait être réduite des deux tiers.
Des organisations environnementalistes telles que le Fonds mondial pour la nature (WWF), et Global Footprint Network ont établi que la capacité de charge pour la population humaine a été dépassée selon les calculs effectués sur l'empreinte écologique. En 2018, la base de données du Global Footprint Network annonce qu'en 2014, l’empreinte écologique de l'humanité atteignait 20,6 milliards d'hectares globaux, soit 2,84 hectares globaux (hag) par habitant, alors que la biocapacité de la planète n'était que de 12,2 milliards d'hag, soit 1,68 hectare global (hag) par habitant ; nous avons ainsi besoin de la capacité régénératrice de 1,7 Terre pour disposer des services écologiques dont nous avons besoin chaque année. Dans l’ensemble, l’empreinte écologique de l’humanité a augmenté de 193 % en 53 ans, passant de 7,04 milliards d'hag en 1961 à 20,60 milliards d'hag en 2014, alors que la biocapacité de la planète n'a progressé que de 27 %, passant de 9,61 milliards d'hag en 1961 à 12,22 milliards d'hag en 2014. Si chaque habitant de la planète vivait comme un habitant moyen des États-Unis (empreinte écologique : 8,37 hag), il faudrait une biocapacité équivalente à cinq planètes pour répondre à la consommation de l’humanité et absorber les émissions de gaz à effet de serre. Par contre, si tout le monde vivait comme le citoyen indien moyen (empreinte écologique : 1,12 hag), l’humanité n’utiliserait que les deux tiers de la biocapacité de la planète.
Afin d'illustrer cette notion, Global Footprint Network publie chaque année la date du « Jour du dépassement », le jour où l’humanité a épuisé le budget écologique annuel de la planète : pour 2018, c'était le 1er août alors qu'en 1970 c'était le 29 décembre.
Des critiques ont été émises sur les simplifications et sur les méthodes statistiques utilisées pour le calcul de l'Empreinte écologique. C'est pourquoi Global Footprint Network et ses organisations partenaires se sont mises en rapport avec des gouvernements nationaux et des agences internationales pour tester leurs résultats ; en 2014, on compte 39 États qui se sont engagés à mesurer leur empreinte écologique et en tenir compte dans leurs politiques, ainsi que 21 organisations internationales et 11 villes ou provinces. Certains soulignent qu'une méthode plus affinée d'évaluation de l'Empreinte écologique pourrait différencier les catégories de consommation durables et non durables,. Cependant, si les estimations de rendement étaient ajustées pour des niveaux durables de production, les valeurs de rendement seraient plus basses, donc le dépassement estimé par la méthode de l'empreinte écologique serait encore plus élevé.

## Géographie

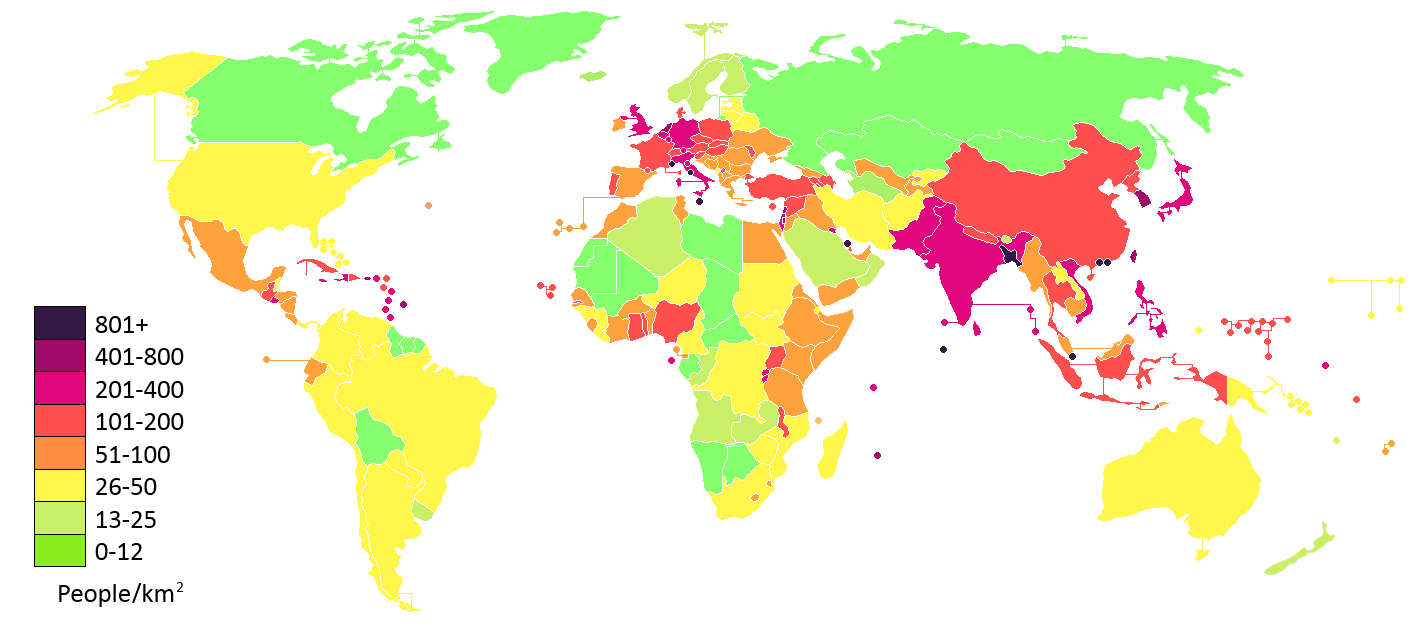
Densité de population dans le monde (habitant/km²), en 2012 ou 2013 selon le pays
source : voir Liste des pays par densité de population

La population est très inégalement répartie sur la planète. La densité de population peut varier de 0,03 hab./km2 au Groenland à 1 059 habitants par km2 au Bangladesh. Sur une carte du monde où la superficie de chaque état est ajustée en fonction de sa population, les pays peu peuplés (Australie, Canada, Russie, Scandinavie, etc.) sont réduits à de minces bandes, alors que les pays très densément peuplés (Chine, Inde, Europe, Japon, Indonésie, etc.) prennent une place disproportionnée.
Il est intéressant de noter que plus de la moitié de la population mondiale est concentrée, en 2015, dans sept pays seulement : Chine, Inde, États-Unis, Indonésie, Brésil, Pakistan et Nigeria, qui totalisent 3,85 milliards d’habitants sur un total mondial de 7,34 milliards ; les deux premiers totalisent 2,69 milliards d’habitants, soit 37 % du total.
Une étude de l'INED évalue la fécondité avant 15 ans à 400 000 naissances par an en 2016, dont plus de la moitié en Afrique subsaharienne. Le Nigeria a un taux de fécondité élevé entre 10 et 14 ans : plus de 50 naissances pour 10 000 filles, soit 60 000 naissances par an.
La surpopulation est bien évidemment une notion relative : un territoire richement doté en ressources naturelles peut accueillir une population bien plus élevée qu'une région désertique, un pays chaud peut faire vivre plus d'habitants qu'un pays froid ; de plus, les technologies modernes permettent de redistribuer les ressources à l'échelle de la planète en les transportant vers les zones où se concentrent les populations les plus productives (les plus instruites, les mieux dotées en savoir-faire, les mieux organisées, etc.) ; de ce fait, des territoires relativement pauvres en ressources naturelles peuvent compenser ce handicap en échangeant leurs produits et prestations sophistiqués contre les ressources de pays naturellement mieux dotés.
On pourrait en conclure que la mondialisation a pour effet de globaliser le problème de la surpopulation. Ce n'est qu'en partie vrai, car les habitants des régions les plus pauvres n'ont qu'un accès très restreint aux bénéfices de la mondialisation : le transport coûte cher, les pays riches élèvent des barrières plus ou moins étanches contre les migrations (Barrière États-Unis-Mexique, réglementations restrictives, etc.). C'est pourquoi on constate des signes manifestes de surpopulation (famines récurrentes, malnutrition, etc.) dans certaines régions, telles que le Sahel, la Corne de l'Afrique, le Rwanda et le Burundi et certaines régions de l'Inde. Ainsi, le Soudan du Sud a été en février 2017 le premier pays au monde depuis 2011, et le sixième depuis 1985, à être déclaré en situation de famine. En août 2017, cinq pays sont en situation d'urgence alimentaire : Yémen, Éthiopie, Somalie, Soudan du Sud et Nigéria ; 20 millions d'africains et 17 millions de yéménites sont menacés par les conséquences de la sécheresse, des conflits locaux et de l'irruption de parasites.
Les parlementaires des 15 pays de la Communauté économique des États de l'Afrique de l'Ouest (Cedeao), de la Mauritanie et du Tchad ont affirmé en juillet 2017 vouloir limiter à trois le nombre d'enfants par femme afin de faire baisser de moitié, d'ici 2030, le taux de fécondité le plus élevé au monde. Le président du Parlement burkinabè, Salifou Diallo, a déclaré : « quand on a des taux de croissance économique de l’ordre de 5 à 6 % avec un taux de fécondité située à 6 ou 7 %, nous sommes dans une situation de démographie non maîtrisée et nous ne pouvons pas espérer de développement avec une telle situation. Les parlementaires doivent faciliter un déclin rapide, volontaire, de la fécondité grâce à l’accès universel à la planification familiale, l’augmentation du niveau d’éducation des femmes et le renforcement des efforts pour améliorer la survie de l’enfant ».

## Surpopulation urbaine

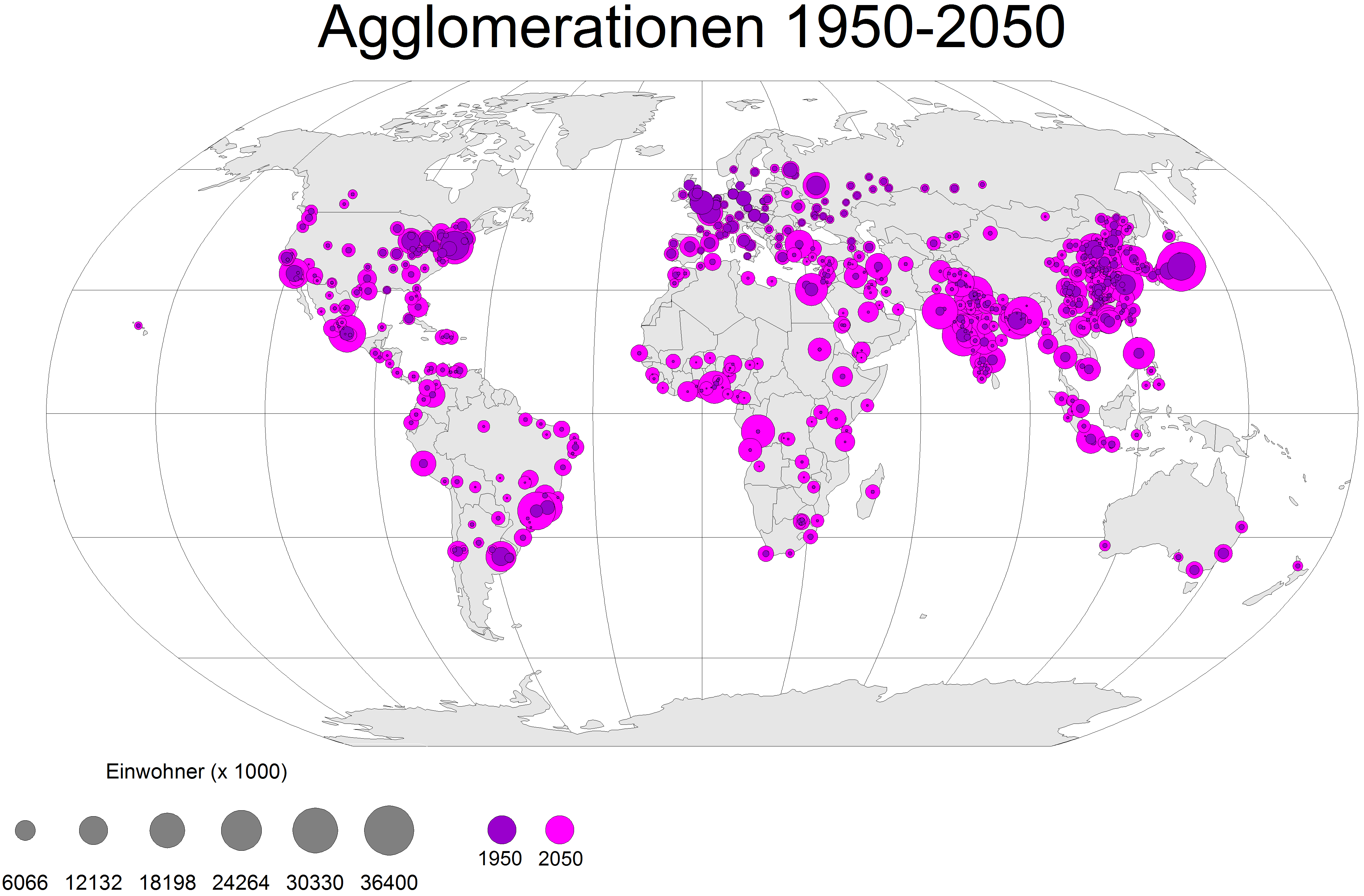
Croissance des grandes agglomérations urbaines de 1950 à 2050, source : UN Population Division and World Urbanization Prospects, 2007 Revision.

En 1800 seulement 2 % de la population mondiale vivait dans les villes. À la fin du XXe siècle, cette proportion atteignait 47 %. En 1950 on comptait 83 villes dépassant un million d'habitants ; mais à mi-2015 le nombre d'agglomérations de plus d'un million d'habitants est passé à 536.
La majorité de la population mondiale vit dans les villes : 3,9 milliards d'habitants, soit 54 % en 2014. En 1950, 746 millions d'habitants, soit 30 % de la population mondiale était urbaine, et en 2050, ce taux est prévu à 66 % avec 2,5 milliards d'urbains supplémentaires. En 2014, les régions les plus urbanisées sont l'Amérique du Nord (82 %), l'Amérique Latine et les Caraïbes (80 %), et l'Europe (73 %). À l'inverse, l'Afrique et l'Asie restent majoritairement rurales avec 40 % et 48 % de populations urbaines. La population rurale déclinera de 3,4 milliards en 2014 à 3,2 milliards en 2050, l'Afrique devenant alors urbaine à 56 % et l'Asie à 64 %. Trois pays regrouperont 37 % de la croissance urbaine : l'Inde (+404 millions), la Chine (+292 millions) et le Nigéria (+212 millions).
En 2014, Tokyo est la plus grande agglomération du monde : 38 millions d'habitants, suivie par Delhi : 25 millions, Shanghai : 23 millions, Mexico, Bombay et São Paulo : 21 millions chacune. Le nombre de mégapoles de plus de 10 millions d'habitants passera de 28 en 2014 à 41 en 2050 ; Tokyo restera en tête malgré une légère baisse de sa population : 37 millions d'habitants, et Delhi l'aura presque rejointe avec 36 millions. Près de la moitié des urbains vivent dans des villes de moins de 500 000 habitants ; les villes qui croissent le plus vite sont celles de moins d'un million d'habitants en Asie et en Afrique.

% de la population urbaine vivant dans des bidonvilles (données 2005 - source: UN-HABITAT - UN-HABITAT)

En 2015, environ un milliard de personnes vivent dans des bidonvilles, soit une sur sept, dont 200 millions en Afrique subsaharienne, près de 200 millions en Asie de l'est, près de 200 millions en Asie du Sud, 120 millions en Amérique latine, près de 100 millions en Asie du Sud-est, près de 80 millions en Asie de l'ouest et plus de 20 millions en Afrique du Nord. Depuis 1990, leur nombre n'a cessé d'augmenter mais leur part dans la population urbaine totale des pays en développement a cependant reculé de 46 % en 1990 à 32,7 % en 2010 ; cette part dépasse 60 % en Afrique subsaharienne et 35 % en Asie du Sud.
Une étude de chercheurs de l'université de Cassel (Allemagne), publiée en février par la revue Nature, prévoit que 27 % des 416 métropoles étudiées, soit une centaine de grandes villes peuplées actuellement de 233 millions d'habitants, ne seront vraisemblablement plus en mesure de répondre à la demande de leur population en 2050, passée alors à 736 millions d'habitants ; sur les 20 les plus menacées, on compte six villes des États-Unis (Californie, Arizona), trois villes d'Inde et deux du Pakistan ; l'Amérique latine est aussi très touchée avec Porto Alegre, Lima, San Salvador et Caracas,.

## Épuisement des ressources
La surpopulation ne dépend pas seulement de la taille ou de la densité de la population, mais du rapport entre la population et les ressources disponibles de façon durable. Elle dépend aussi de la manière dont les ressources sont utilisées et réparties dans toute la population.
Les ressources à prendre en considération lorsqu'on évalue si une niche écologique est surpeuplée sont : l'eau potable, l'air pur, la nourriture, l'abri (logement), la chaleur, et les autres ressources nécessaires pour entretenir la vie. Pour prendre en compte la qualité de la vie humaine, des ressources supplémentaires sont à ajouter, telles que les soins médicaux, l'éducation, le traitement des eaux usées, l'élimination des déchets et l'approvisionnement en énergies. La surpopulation crée une pression compétitive sur les ressources de base nécessaires à la vie, débouchant sur une baisse de la qualité de vie.
David Pimentel, Professeur émérite à l'université Cornell, a déclaré que « Avec le déséquilibre croissant entre les niveaux de population et les ressources vitales, les humains doivent s'employer à économiser les terres cultivées, l'eau potable, l'énergie et les ressources biologiques. Il est nécessaire de développer les ressources en énergies renouvelables. Tous les humains doivent comprendre que la rapide croissance de la population endommage les ressources de la Terre et diminue le bien-être humain. »,

### Eau potable

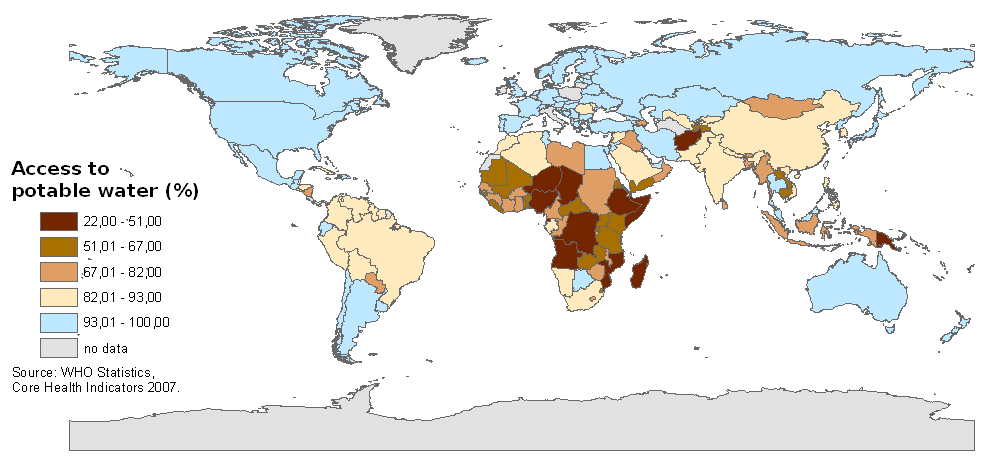
Part de la population ayant accès à l'eau potable en 2007.

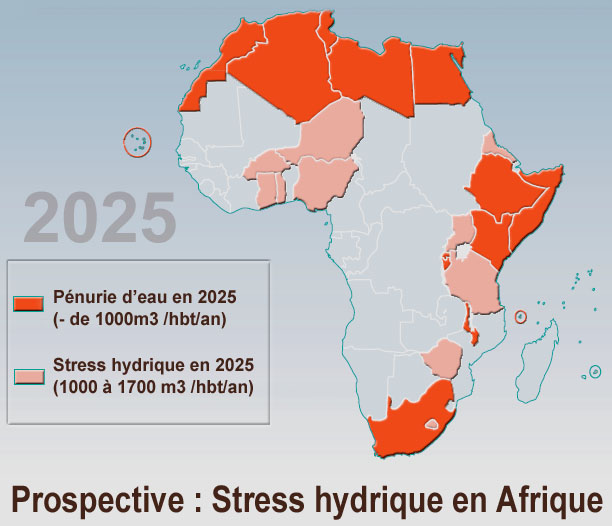
Stress hydrique en Afrique en 2025 (source : ONU GEO2000).

En mai 2016, la Banque mondiale, dans un rapport spécial sur le réchauffement climatique, a averti que « près de 1,6 milliard de personnes - presque un quart de l'humanité - vit dans des pays ayant une rareté physique en eau. Et d'ici à vingt ans, ce chiffre pourrait doubler ». En 2015 le Forum économique mondial de Davos a placé en tête des risques futurs, pour la première fois de son existence, les conflits liés à l'eau. La COP22 de décembre 2016 va placer cette thématique de l'eau au centre des débats.
En 2019, selon le World Resources Institute, 17 pays, dont l'Inde, la plupart des pays du Moyen-Orient et le Mexique, ont une probabilité de stress hydrique « extrêmement élevée », car plus de 80 % de la ressource disponible chaque année en surface et dans les nappes phréatiques y est pompée pour être consommée ; ils regroupent près du quart de la population mondiale, soit 1,7 milliard de personnes sur 7,6 milliards. 27 autres pays, dont plusieurs pays d'Amérique latine et la plupart des pays méditerranéens (Italie, Espagne, Grèce, etc.), ont une probabilité de stress hydrique « élevée », car 40 % à 80 % de la ressource en eau disponible y est prélevée.
L'approvisionnement en eau potable, dont l'agriculture est très dépendante, devient de plus en plus difficile au niveau mondial,. Cette « crise de l'eau » ne peut que s'aggraver avec l'augmentation de la population.
La majorité des ressources mondiales en eau potable est contenue dans les calottes polaires et dans les systèmes de rivières souterraines accessibles par les sources et les puits.
Les déficits en eau, qui poussent déjà à des importations massives de céréales dans de nombreux petits pays, pourraient bientôt s'étendre à de grands pays, tels que la Chine ou l'Inde. Les nappes phréatiques s'épuisent dans de nombreux pays dont la Chine du Nord, les États-Unis et l'Inde en raison de la surexploitation très répandue au-delà des rendements soutenables. Cette surexploitation conduit déjà à des pénuries d'eau et à des réductions de récoltes de grains. Malgré le surpompage de ses aquifères, la Chine a subi un déficit en céréales. Ceci a contribué à pousser à la hausse les prix du grain. La plupart des 3 milliards d'individus supplémentaires prévus sur Terre vers le milieu du siècle naîtront dans des pays qui éprouvent déjà des pénuries d'eau.
Une étude de chercheurs du département de géographie physique de l'université d'Utrecht publiée en 2012 dans la revue Water Resources Research montre que des régions voire des pays entiers, importants en termes agricoles, ont recours de manière croissante à une irrigation non durable ; une crise de l'eau agricole en raison de cet usage non durable dépasserait ces régions et pourrait avoir des effets à l'échelle planétaire. Dans plusieurs pays du Moyen-Orient et d'Afrique du Nord, la majorité de l'eau d'irrigation est de source non durable (Qatar : 78 %, Arabie Saoudite : 77 %, Émirats arabes unis : 64 %, Libye : 74 %) ou près de la moitié (Koweit : 48 %, Oman : 43 %, Iran : 40 %, Yémen : 38 %, Algérie : 36 %) ; en raison des prévisions climatiques d'une moindre pluviométrie dans un climat réchauffé, plusieurs pays verront leur situation s'aggraver (Algérie, Maroc, Italie, Espagne). Les cas de l'Inde (19 % non durable), du Pakistan (24 %), des États-Unis (23 %), du Mexique (22 %) et de la Chine (15 %) pèsent tout à la fois par leur pourcentage d'eau non renouvelable dans les usages agricoles que par le volume (quantité de production et de personnes à nourrir) considéré.
L'eau potable peut être obtenue à partir de l'eau salée par désalinisation. Par exemple, Malte tire les 2/3 de son eau potable de la désalinisation. Quelques usines de désalinisation utilisent l'énergie nucléaire : au Japon, au Kazakhstan et en Inde. Cependant, les coûts élevés de la désalinisation, spécialement pour les pays pauvres, rendent impraticable le transport de grandes quantités d'eau de mer dessalée vers l'intérieur des pays. Le coût de la désalinisation varie : Israël dessale l'eau à Ashkelon pour un coût de 53 U.S.cents par mètre cube en 2005, Singapour à 49 cents/m³ en 2006, et aux États-Unis le coût est de 81 cents/m³ en 2008.
Selon l'International Desalination Association, en 2011, 15 988 usines de désalinisation étaient en fonctionnement avec une capacité totale de 66,5 millions de mètres cubes par jour (m3/j).

### Alimentation

#### Point de vue global

Carte de l'indice de faim dans le monde, 2011
source : Deutsche Welthungerhilfe e.V. / IFPRI International Food Policy Research Institute.

La carte ci-jointe montre les pays les plus affectés par la faim (en rouge, orange et rose) : la plupart sont situés dans les régions équatoriales et tropicales ; on y trouve de nombreux pays figurant parmi les plus densément peuplés, surtout en Asie ; ces régions sont également celles qui devraient être les plus touchées par les effets du réchauffement climatique, en particulier la baisse des rendements agricoles due à la sécheresse : selon le GIEC, « les récoltes seront substantiellement et négativement affectées par le changement climatique à l'avenir dans les pays à basse latitude, alors que les pays nordiques pourraient rencontrer des effets positifs ou négatifs (haut degré de confiance) ».

#### Asie

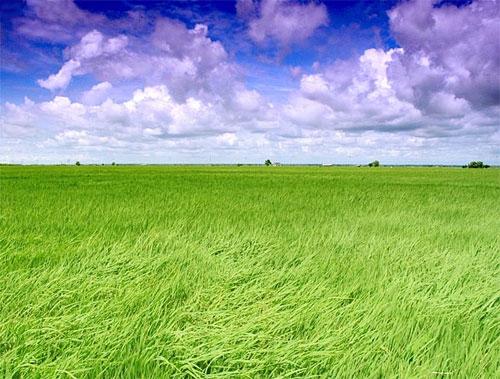
La « révolution verte » s'est surtout traduite par la culture industrielle du riz (ici en Malaisie, au détriment de la forêt tropicale et des milieux naturels), avec usage croissant d'engrais et pesticides.

En Asie, la riziculture a permis d'atteindre très tôt des rendements très élevés avec plusieurs récoltes par an, ce qui a permis des densités très élevées dans certaines campagnes (plus de 1 000 habitants au km², par exemple la densité de population du Bangladesh atteignait 1 049,5 hab/km2 en 2010). La révolution verte, basée sur le développement de la culture de variétés plus productives de riz, un usage accru de l'irrigation et l'usage croissant d'engrais et de pesticides, a permis une augmentation des rendements et un doublement de la population asiatique de 1950 à 1990 ; cette population a cependant augmenté de manière plus modérée qu'on ne l'avait prévu au début du XXe siècle grâce à la politique démographique malthusienne de la République populaire de Chine et à la baisse de la fécondité en Inde (2,73 sur la période 2005-2010 contre 5,9 sur 1950-1955).

#### Afrique

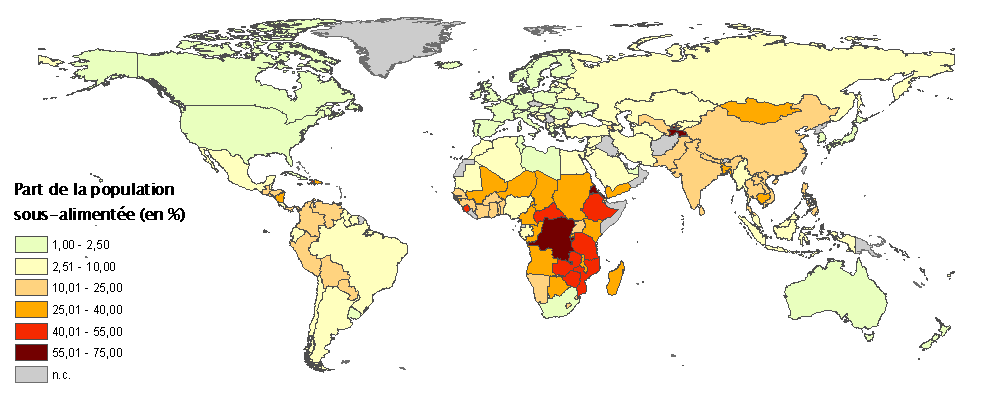
Population sous-alimentée en 2007, source : Indice de développement humain 2007.

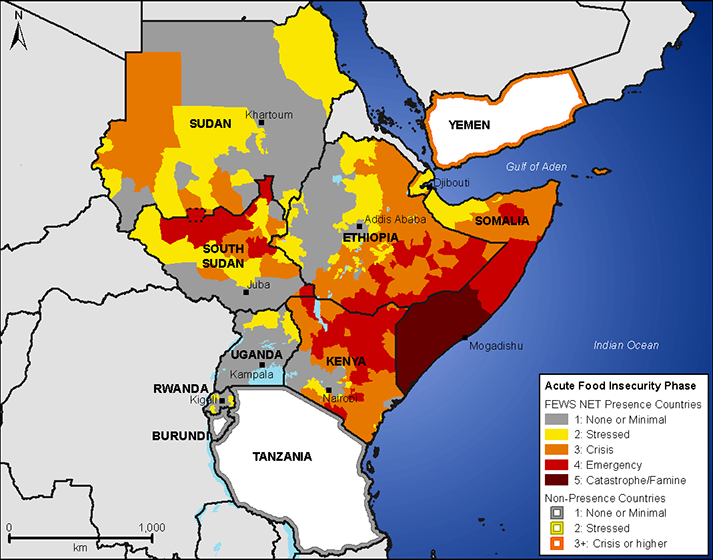
Crise alimentaire de 2011 dans la Corne de l'Afrique, source : USAID.

La plupart des pays ayant un taux de sous-alimentation supérieur à 25 % en 2015 sont en Afrique, en particulier la Zambie : 47,8 %, la République centrafricaine : 47,7 %, la Namibie : 42,3 %, le Tchad : 34,4 %, le Zimbabwe : 33,4 %, Madagascar : 33 %, la Tanzanie : 32,1 %, l'Éthiopie : 32 %, le Liberia : 31,9 %, le Rwanda : 31,6 % ; le Soudan et la République démocratique du Congo figureraient probablement dans cette liste si des données étaient disponibles (le Soudan avait plus de 10 millions de sous-alimentés en moyenne entre 1990 et 2007).
La valorisation des sédiments du Nil et la mise en culture de son delta ont permis à une population dense de vivre dans un environnement par ailleurs aride ou désertique.
Dans les sociétés néolithiques africaines, on pratiquait l'infanticide lorsque s'approchait la saison sèche, où la nourriture se faisait plus rare.
Les régions du Sahel (Niger, Mali, moitié nord du Nigéria, Tchad) et de la Corne de l'Afrique (Somalie, Éthiopie, Érythrée, Soudan du Sud) sont affectées par des famines récurrentes aggravées par les conflits. Le Rwanda, le Burundi, la République centrafricaine et l'est de la République démocratique du Congo sont en butte à la malnutrition.

### Terres

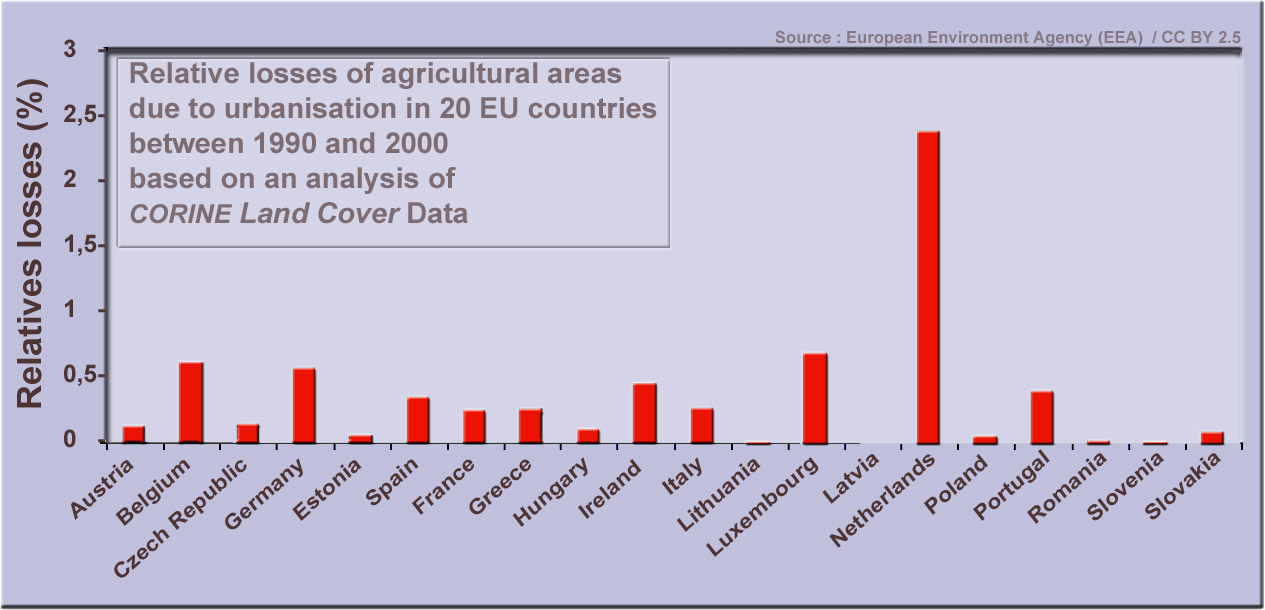
Perte de terres agricoles (en %) due à l'urbanisation et à l'artificialisation (routes…) en Europe de 1990 à 2000, proportionnellement beaucoup plus importante dans les petits pays très peuplés. Source : CORINE Land Cover, Agence européenne de l'environnement.

Le Centre commun de recherche (JRC), le service scientifique de la Commission européenne, a publié en juillet 2018 la troisième édition de l’Atlas mondial de la désertification, qui montre que plus de 50 % de la surface terrestre est aujourd’hui affectée par le mécanisme de dégradation des terres lié aux variations climatiques et aux activités humaines. Parmi les chiffres significatifs, on note que 1,7 milliard de personnes vivent aujourd’hui près de fleuves où la ressource en eau s’appauvrit. À l’horizon 2025, près des deux tiers de la population mondiale pourrait être confrontée à une situation de stress hydrique. Quelque 700 millions de personnes pourraient être contraintes à l’exil, d’ici 2050, compte tenu de la raréfaction des terres cultivables.
Le rapport de la FAO publié en décembre 2015 à l’occasion de la clôture de l’Année internationale des sols constate qu’un tiers des terres arables de la planète sont plus ou moins menacées de disparaître ; entre 25 et 40 milliards de tonnes de l’épiderme de la planète sont emportés chaque année à cause de l’érosion, du tassement, de la perte de nutriments et de biodiversité, de l’acidification, des pollutions, de l’engorgement ou encore de la salinisation ; si rien n’est fait, c’est la production vivrière et la sécurité alimentaire de l’humanité qui pourraient être compromises. L'érosion touche 17 % des terres, rongées par les mauvaises pratiques agricoles, l’urbanisation et la pression climatique ; en Europe, cette dégradation touche déjà 33 millions d’hectares, soit 4 % des terres arables. L’appauvrissement en matière organique est l’autre menace qui pèse sur la fertilité : depuis les années 1950, la teneur des sols en nutriments et en humus, l’engrais naturel des plantes, a baissé d’un tiers ; du fait de l'appauvrissement causé par les labours profonds, près de 40 % des surfaces agricoles françaises présentent un risque de tassement irréversible. La salinité provoquée par l’homme concerne 760 000 km2, une superficie plus vaste que l’ensemble des terres arables du Brésil ; dans la région du Moyen-Orient et de l’Afrique du Nord, où elle est la plus forte, le rendement des cultures est passé de 5 à 0,5 tonne à l’hectare.
Les surfaces agricoles reculent en France, comme dans toute l’Europe, depuis les années 1960. L’Europe à 22 a perdu 30 millions d’hectares de terres arables entre 1961 et 2003, ce qui représente une perte nette annuelle de 770 000 hectares par an ; depuis le maximum d’extension de la surface agricole utile en 1960 (34,5 millions d’ha) et jusqu’en 2007, la France a perdu 5,1 millions d’ha de terres agricoles, soit une perte moyenne de 111 000 ha par an. En Europe, l'artificialisation des terres, c'est-à-dire la conversion des terres agricoles en espaces bâtis ou en infrastructures, a concerné 600 000 ha de terres entre 2000 et 2006. Elle a conduit à une diminution de 0,2 % des terres arables et de 0,3 % des pâturages. À l'échelle du globe, les pertes de surfaces arables sont estimées à une fourchette comprise entre 70 000 et 150 000 km2 par an (soit -à titre de comparaison entre 12 et 25 % du territoire français).

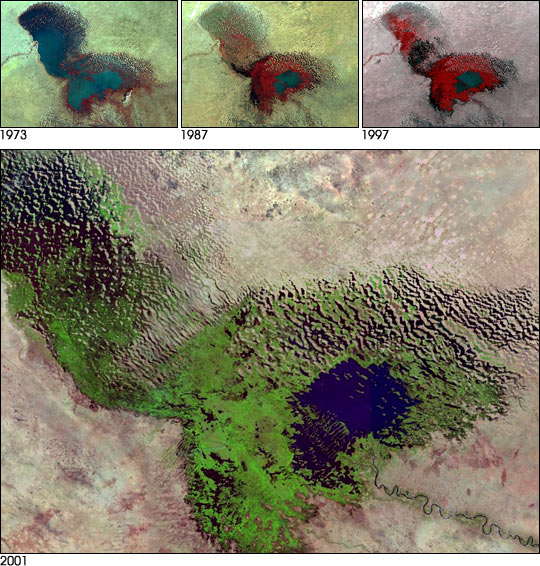
Vue satellitaire du recul du Lac Tchad au profit du désert, de 1973 à 1997.

Selon le PNUE, « À l'échelle globale, la désertification - dégradation des sols dans les zones sèches - affecte 3,6 milliards d'hectares, soit 25 % des terres émergées. Elle menace les moyens de subsistance de plus d'1 milliard de personnes dans quelque 100 pays. ».
Le ministère français de l'Agriculture a commandé, à la suite de la crise alimentaire de 2008, une étude intitulée Terres cultivées, terres cultivables : quelles disponibilités à l’échelle mondiale ? à Laurence Roudart, professeur de développement agricole à l’université libre de Bruxelles, qui a été publiée en janvier 2011 avec comme conclusion officielle : « L’analyse et la comparaison de trois bases de données tendent à démontrer que les superficies cultivables au niveau mondial sont supérieures aux superficies nécessaires pour garantir la sécurité alimentaire de l’humanité. Cette conclusion reste vraie même en adoptant l’hypothèse d’une croissance relativement faible des rendements, en excluant de la mise en culture toutes les forêts et toutes les zones actuellement protégées, et en tenant compte des effets plausibles du réchauffement climatique. ».
Mais à la lecture de l'étude, on découvre une réalité bien moins optimiste :
- ces conclusions ne sont valables qu'à l'horizon 2050 ; si la population continue à augmenter au-delà, les terres cultivables encore disponibles seront vite épuisées ;
- les effets du réchauffement climatique seraient une diminution de la superficie cultivable pouvant atteindre 11 % dans les pays en développement, compensée par une augmentation de 11 % à 25 % dans les pays développés[120] ;
- l'étude estime que « l’extension des superficies cultivées par rapport à 2005 pourrait être d’environ 1000 millions d’hectares, étant entendu que ni les terres sous forêts, ni celles peu ou pas convenables à la culture, ni celles nécessaires aux infrastructures ne seraient alors mises en culture. Cela reviendrait à multiplier par 1,7 les superficies cultivées »[121], l'essentiel de ces nouvelles terres étant situés en Amérique du Sud et en Afrique ; mais il convient d'en déduire les zones protégées, soit 481 millions d’hectares ; il ne reste donc que 520 millions d’hectares utilisables, ce qui est cohérent avec l'évaluation déjà effectuée par l'OCDE et la FAO : 547 millions d’hectares[122] ;
- or les besoins de terres cultivables supplémentaires d'ici 2050 sont estimés, selon la FAO, avec une hypothèse de poursuite des pratiques, de 70 millions d’hectares, mais, avec une hypothèse de « révolution doublement verte » (meilleure utilisation des fonctionnalités écologiques des écosystèmes cultivés et des techniques accessibles aux producteurs pauvres) selon le scénario Agrimonde 1 (INRA-CIRAD, 2009), le besoin serait de 590 millions d’hectares, ce qui est supérieur aux disponibilités[123].

Il résulte de ces estimations que l'humanité a le choix entre la poursuite d'une agriculture non durable qui dégraderait profondément l'environnement, et le passage à une agriculture respectueuse de l'environnement, ce qui supposerait que la croissance de la population soit stoppée avant 2050.
Cette pénurie prochaine de terres entraîne une ruée vers les terres encore disponibles, en particulier en Amérique du Sud et en Afrique, mais aussi en Asie et en Europe de l'Est. La Coalition Internationale pour l'accès à la terre (International Land Coalition), fondée en 1995 à Bruxelles (Belgique) à l'issue de la Conférence sur la Faim et la Pauvreté, regroupe, en 2012, 116 organisations représentant plus de 50 pays. Un projet de recherche sur « les pressions commerciales sur les terres dans le monde » a débouché sur un rapport début 2012. Le résumé du rapport recense « des transactions acceptées ou en cours de négociation dans le monde entier, entre l’année 2000 et 2010, pour un total de 203 millions d’hectares. Sur ce total, des marchés conclus pour 71 millions d’hectares ont fait l’objet, jusqu’à présent, de vérifications croisées. Sur ces transactions vérifiées, et pour lesquelles nous connaissons l’objet, 78 % concernent la production agricole, dont les trois quarts de biocarburants. L’industrie minière, le tourisme et la reconversion forestière constituent les 22 % restants. L’Afrique est la cible privilégiée de la ruée sur les terres avec 34 millions d’hectares vérifiés. La deuxième cible la plus importante est l’Asie, avec 29 millions d’hectares vérifiés. Les acquisitions visent souvent les meilleures terres. Elles sont fréquemment irrigables et à proximité des infrastructures, ce qui occasionne davantage de conflits avec les utilisateurs des terres existants ».

### Combustibles Fossiles

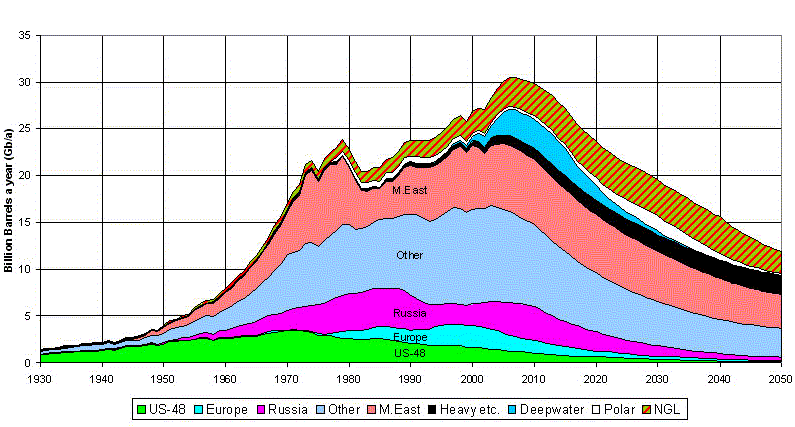
Courbes cumulées de production de pétrole (schéma datant de 2005)

On appelle pic pétrolier (ou Peak Oil en anglais) le moment où la production mondiale de pétrole plafonne avant de commencer à décliner du fait de l'épuisement des réserves de pétrole exploitables.
En 2006, Kenneth Deffeyes, professeur à l'université de Princeton et expert pétrolier ayant travaillé entre autres pour Shell, annonce que pour lui le pic pétrolier a été atteint en décembre 2005 avec 1 000 milliards de barils produits depuis le début de l'ère du pétrole.
Le Saoudien Sadad Al-Husseini, ancien responsable de l'exploration à la Saudi Aramco, a déclaré en 2007 que la production de pétrole a atteint son maximum, et que jusqu'en 2020 environ elle restera à peu près stable. Il s'agit donc plus d'un plateau de production que d'un pic. Après cette date, il pronostique une baisse assez forte de la production.
La courbe de la production depuis le pic de 2005 a semblé donner raison à ce pronostic jusqu'en 2011, restant en forme de plateau avec de faibles fluctuations à court terme (+2,5 % en 6 ans, de 2005 à 2011) ; mais depuis 2012, elle a repris une croissance assez forte : +5,6 % en trois ans (2011-2014).
L'Association for the Study of Peak Oil and Gas (association pour l'étude du pic pétrolier et gazier) rassemble des spécialistes du pétrole et du monde de l'énergie dont plusieurs géologues ayant occupé des postes de responsabilité dans les compagnies pétrolières internationales ; fondée par Colin Campbell et présidée par Kjell Aleklett, elle a été créée pour alerter les décideurs et l'opinion publique de l'imminence du pic pétrolier. Elle préconise des mesures économiques rapides incluant la reconversion vers des énergies alternatives pour éviter un effondrement économique.
Même s'il subsiste des débats sur l'estimation des réserves, la croissance des coûts d'extraction constitue en elle-même un indicateur d'épuisement des ressources : alors que l'extraction du pétrole saoudien coûte moins de 20 $ par baril, celle du pétrole de schiste américain coûte entre 60 et 80 $ et celle du Kazakhstan 125 $.
Sur les 1 700 milliards de barils de réserves prouvées estimées fin 2014 par BP, les sables bitumineux du Canada et du Venezuela représentent 387,6 milliards de barils, soit 22,8 % ; avec le pétrole de schiste américain et les gisements en offshore profond, la part des ressources non conventionnelles, dont l'exploitation est très coûteuse et dangereuse, est proche de la moitié.
Paul Chefurka, informaticien et statisticien canadien, a bâti des modèles de simulation de la production d'énergie à long terme : il aboutit à la conclusion que la production mondiale d'énergie sera divisée par six d'ici 2100, et en déduit, grâce à un modèle démographique, que la population s'effondrera à un milliard vers 2100.

### Minerais
Pour certains métaux, des risques de pénurie sont annoncées d’ici 2030. Car hormis l’aluminium et le fer qui sont des minerais abondants dans la croûte terrestre, les grands métaux industriels comme le cuivre, le zinc et le nickel, les métaux spéciaux comme le tantale ou le tungstène, ou encore les métaux précieux sont de moins en moins faciles à extraire de terre techniquement et économiquement. Pour récupérer 1 tonne de cuivre aujourd’hui, il faut fouiller 125 tonnes de roche, alors qu’il y a un siècle il suffisait de remuer 50 tonnes. En Afrique du Sud, les mines d’or peuvent descendre à près de 4 kilomètres de profondeur. Désormais, près de 10 % de l’énergie primaire mondiale est consacrée au raffinage des métaux et 5 % de l’acier mondial est utilisé dans le secteur du pétrole et du gaz.

### Ressources halieutiques
Les premiers symptômes de surexploitation des mers apparaissent au XIXe siècle avec la régression de certains cétacés (baleines, cachalots) et poissons (saumons en particulier) puis avec la quasi-disparition des baleines victimes de la surpêche des navires baleiniers. Dans les années 1970, la morue des Grands Bancs de Terre-Neuve, pêchée à une échelle presque industrielle depuis plus de 200 ans et qui semblait une ressource inépuisable, disparaît à son tour. Depuis les années 1950, l'envolée démographique et économique a entraîné une croissance des pêcheries qui butte désormais dans de nombreuses régions sur la disparition du poisson. Le nombre de bateaux et de pêcheurs a diminué dans nombre de pays, mais ils sont bien plus efficaces et mieux équipés, ce qui a aggravé la pression sur les stocks halieutiques. Les flottes de pêche industrielle se sont alors tournées (années 1980-1990) vers des poissons moins connus ou moins appréciés du public, quitte à les transformer avant leur mise sur le marché (surimi). La pêche profonde exploite ainsi déjà les poissons des grands fonds et des navires industriels explorent les mers les plus éloignées des ports (îles Kerguelen, etc.) Mais ces ressources lentement renouvelables sont elles-mêmes déjà menacées de surexploitation.
À partir des années 1970, sous l'égide de l'ONU et de la FAO, de nombreux pays développés ont renforcé leur réglementation pour limiter les volumes pêchés (politique de quotas ou TAC), et encouragé une pêche plus sélective, en s'appuyant sur une approche écosystémique et des analyses scientifiques de l'état des stocks halieutiques et de leur renouvelabilité.
À partir de 1983, l’Union européenne a encouragé une diminution des capacités de sa flotte de pêche pour limiter la surexploitation des stocks. La France a ainsi divisé par deux sa flotte en 20 ans, mais en augmentant la capacité individuelle de pêche des navires. Les prises de cette flotte sont revenues en 2010 au niveau du début des années 1950.

## Limites écologiques
Dans un monde planétaire fini, la plupart des ressources naturelles (produits et services écosystémiques), même quand elles sont dites "renouvelables" sont limitées dans l'espace et dans le temps, car leur régénération demande des délais souvent incompatibles avec les rythmes de la croissance démographique humaine.
Les penseurs se sont longtemps focalisés sur les limites des ressources naturelles ; de nos jours, un nombre croissant de scientifiques pensent que les limites écologiques sont plus contraignantes et risquent de déclencher plus vite l'effondrement démographique. Ainsi, un article paru dans la revue Nature du 7 juin 2012, intitulé « Approaching a state shift in Earth’s biosphere », signé par 22 scientifiques met en évidence le risque, à échéance de quelques décennies, d'un basculement brutal de l'écosystème mondial de son état actuel vers un état complètement différent, qui pourrait entraîner une extinction massive des espèces et des conséquences dramatiques pour l'espèce humaine. Il explique que les perturbations considérables apportées par les activités humaines aux écosystèmes et à leurs processus de régulation approchent des seuils au-delà desquels des changements brutaux et irréversibles pourraient se produire. Les actions préconisées pour se prémunir contre ces risques sont, outre l'amélioration de la prospective biologique par la détection des signes précoces de transitions critiques et des boucles de rétroaction qui les renforcent, la réduction du taux de croissance de la population et de la consommation par tête, l'augmentation rapide de la part des énergies autres que fossiles dans les bilans énergétiques, l'amélioration des rendements agricoles au lieu de la mise en culture de nouvelles terres, la préservation des réservoirs de biodiversité.
Une vision synthétique des limites écologiques a été élaborée par une équipe de chercheurs qui a créé en 2009 le concept de limites planétaires pour caractériser les limites à ne pas dépasser si l’humanité veut pouvoir vivre dans un écosystème sûr, c’est-à-dire évitant les modifications brutales et difficilement prévisibles de l’environnement ; leurs travaux, actualisés en 2014, ont permis d'identifier dix limites, dont quatre sont déjà dépassées : changement climatique, érosion de la biodiversité, perturbation du cycle de l'azote et perturbation du cycle du phosphore.

### Changement climatique
Les changements globaux du climat affectent la flore, la faune et les milieux naturels (sols, forêts notamment), trop rapidement pour que les espèces aient le temps de s'y adapter.
En 1988, l'ONU a créé le Groupe d'experts intergouvernemental sur l'évolution du climat (GIEC) chargé de faire une synthèse des études scientifiques sur cette question. Dans son dernier et cinquième rapport publié en septembre 2013, auquel ont participé plus de 2 500 scientifiques de 130 pays, le GIEC affirme qu'il est extrêmement probable que l’influence de l’homme est la cause principale du réchauffement observé depuis le milieu du XXe siècle. Ces conclusions sont approuvées par la quasi-totalité des scientifiques.
Les projections des modèles climatiques présentées dans le dernier rapport du GIEC indiquent que la température de surface du globe est susceptible d'augmenter de 1,1 à 4,8 °C supplémentaires au cours du XXIe siècle, sauf dans le scénario très irréaliste où la concentration en gaz à effet de serre redescendrait au-dessous de son niveau du début du siècle.

#### Effets directs du réchauffement climatique
Les conséquences de cette élévation des températures sont déjà considérables :
- fonte des banquises (surtout de la banquise arctique)[138], des calottes glaciaires (en particulier de l'Inlandsis du Groenland) et des glaciers : Si les 2,85 millions de kilomètres cubes de glace de l'inlandsis du Groenland fondaient, ils causeraient à eux seuls une élévation du niveau moyen de la mer de 7,2 mètres[139]. Or la fonte de cet inlandsis s'accélère nettement : des observations satellitaires de la NASA montrent qu'en juillet 2012, pendant quelques jours, la quasi-totalité de sa surface était en train de fondre[140].

Les mesures du niveau de la mer à partir de 23 enregistrements de marégraphes dans des environnements géologiquement stables montrent une élévation d'environ 2 mm par an.

- élévation du niveau des océans : l'élévation du niveau de la mer découle du réchauffement climatique à travers deux processus principaux : la dilatation de l'eau de la mer (puisque les océans se réchauffent), et la fonte des glaces terrestres. Elle se poursuit au rythme de 3,2 millimètres par an (moyenne 1993-2010), trois fois plus vite que ce que l'on observait - certes de manière moins précise - au début du XXe siècle. D'après le rapport du GIEC de 2007[141], l'élévation du niveau des mers d'ici 2100 pourrait être comprise entre 18 et 42 cm. Mais depuis 2007, les prévisions sont devenues bien plus sombres : selon la Banque Mondiale[142], « un réchauffement de 4 °C conduirait probablement d'ici 2100 à une élévation du niveau de la mer de 0,5 à 1 mètre et éventuellement plus, mais cette élévation se poursuivrait, atteignant plusieurs mètres ; même si le réchauffement est limité à 2 °C, le niveau moyen des mers continuerait à augmenter, certaines estimations allant de 1,5 à 4 mètres d'ici 2300. Pour limiter l'élévation des mers à 2 mètres, il aurait fallu restreindre le réchauffement bien au-dessous de 1,5 °C. » Si tous les glaciers et la calotte glaciaire fondaient, l'élévation du niveau de la mer serait d'environ 0,5 m. La fonte de l'inlandsis du Groenland produirait 7,2 m d'élévation du niveau, et la fonte de l'inlandsis de l'Antarctique en produirait 61,1 m[143].
- réchauffement des océans : on observe un réchauffement des océans, qui diminue avec la profondeur. L'élévation de température depuis 1960 est estimée à 0,6 °C pour les eaux de surface, et à 0,04 °C pour l'océan dans son ensemble[144]. On estime que les océans ont absorbé à ce jour 80 à 90 % de la chaleur ajoutée au système climatique[144]. Ce réchauffement contribue pour 30 % à une montée du niveau de la mer par dilatation thermique des océans, 60 % de cette montée étant due à la fonte des glaces continentales (dont la moitié provient de la fonte des calottes polaires) et 10 % à un flux des eaux continentales vers les océans[144].
- fonte du pergélisol : on observe un réchauffement et une fonte partielle du pergélisol arctique. Entre un tiers et la moitié du pergélisol de l'Alaska n'est plus qu'à un degré de la température de dégel.
- remontée vers le Nord des zones climatiques : une étude récente de l'INRA[145] observe cette évolution sur 1950-2009 et prévoit « Les climats méditerranéens (déficit en eau> 400 mm), recouvriront 25-30 % du territoire métropolitain dès 2040 et pourraient arriver à la Loire (ligne Nantes-Orléans-Mulhouse) en fin de siècle. », les zones actuellement propices au chêne caduc, au sapin et au châtaignier couvrant la majeure partie de la France deviendraient des zones favorables au chêne vert et au pin maritime. L'extension actuelle de l'aire de répartition de la chenille processionnaire du pin, qui a atteint Orléans en 1992 et Fontainebleau en 2005, est probablement due au réchauffement climatique[146].
- baisse des récoltes à cause de l'élévation des températures et des modifications de régime des pluies : un récent rapport du CIAT[147] sur les transformations du paysage agricole d'Amérique centrale causés par l'élévation des températures moyennes de 1 °C d'ici 2020 prédit qu'elles mettront en danger un million de petits paysans et leurs familles.
- la Banque Mondiale a publié en novembre 2012 un rapport intitulé "Turn down the heat - Why a 4 degree centigrade warmer world must be avoided"[142] (littéralement : "Éteignez la chaleur - pourquoi un monde plus chaud de 4 degrés centigrade doit être évité") qu'il présente comme suit : « Ce rapport énonce à quoi ressemblerait le monde s'il se réchauffait de 4 °C, ce que les scientifiques sont presque unanimes à prédire pour la fin du siècle, faute de changements sérieux de politiques. Les scénarios à +4 °C sont dévastateurs : inondation des cités côtières ; risques accrus pour la production alimentaire conduisant à des taux élevés de malnutrition ; de nombreuses régions sèches devenant plus sèches, des régions humides devenant plus humides ; vagues de chaleur sans précédent dans maintes régions, surtout sous les tropiques ; pénurie d'eau considérablement aggravée dans bien des régions ; fréquence accrue de cyclones tropicaux de haute intensité ; et perte irréversible de biodiversité, incluant les systèmes de récifs de corail. Et plus important encore, un monde à +4 °C est si différent de celui d'aujourd'hui qu'il s'accompagne d'une haute incertitude et de nouveaux risques qui menacent notre capacité à anticiper et à planifier les besoins futurs d'adaptation ».

L'association DARA, fondée en 2003, qui a pour but « d’améliorer la qualité et l’efficacité de l’aide en faveur des populations vulnérables affectées par les conflits, les catastrophes naturelles et les conséquences du changement climatique », évalue dans son rapport 2012 les conséquences du changement climatique à 5 millions de morts par an actuellement, principalement dus à la pollution de l'air, et à des pertes économiques de 1,6 % du PIB mondial ; en 2030, ces chiffres passeront à 6 millions de morts et 3,2 % du PIB.

#### Rétroactions
Les rétroactions positives produites par l'augmentation de la teneur de l'atmosphère en gaz à effet de serre ou par le réchauffement qui en résulte sont des effets qui amplifient leur cause, autrement dit qui renforcent et accélèrent le réchauffement climatique. Parmi ces rétroactions, on peut citer :
- La fonte des glaces diminue l'albédo de la surface terrestre, entraînant à son tour un réchauffement qui accélère le processus ; James Lovelock explique bien cette rétroaction : « les glaces flottantes de l'Arctique […] réfléchissent les rayons solaires et contribuent ainsi à rafraîchir la planète. Si elles fondent, le pôle sera accessible à la voile, mais nous aurons perdu la propriété de climatisation des glaces arctiques ; la mer sombre absorbera la chaleur du soleil et, en se réchauffant, accélérera la fonte des glaces du Groenland ».
- En Sibérie, des lacs issus de la fonte du pergélisol se forment, provoquant des dégagements importants de méthane. Le dégagement de méthane est de l'ordre de 14 à 35 millions de tonnes par an sur l'ensemble des lacs arctiques. L'analyse au carbone 14 de ce méthane prouve que celui-ci était gelé depuis des milliers d'années[150]. Un phénomène analogue semble s'amorcer sur le pourtour du Groenland.
- Libération du méthane emprisonné dans les clathrates[151].
- Une étude[152] montre que la culture du riz, dans les conditions climatiques prévues pour la fin du siècle, doublerait ses émissions de gaz à effet de serre (méthane, gaz qui produit 25 fois plus d'effet de serre que le CO2) : la hausse du CO2 atmosphérique aurait pour effet un accroissement de plus de 30 % de ces émissions et la hausse des températures les accroitrait de 12 % par degré Celsius, pour l'essentiel à cause de la baisse du rendement. Or, pour nourrir deux milliards d’hommes supplémentaires, il faudra bien cultiver plus de riz.
- Une étude publiée en février 2021 par des chercheurs allemands de l'Institut de recherche de Potsdam[153] sur les effets du changement climatique montre que le Gulf Stream perd de sa vigueur depuis le début du XXe siècle, et plus particulièrement depuis 1970. La fonte de la calotte glaciaire du Groenland en est probablement la cause : avec l'eau douce qui la dilue, l'eau salée océanique perd sa densité et le système se grippe. Le Gulf Stream pourrait ralentir d'un tiers d'ici à 2100, plongeant les zones tempérées dans un cycle d'alternance entre sécheresse estivale, rigueur hivernale et précipitations massives[154].
- L'Unesco présente le 27 avril 2021 un rapport de la Commission océanographique intergouvernementale intitulé « Recherche intégrée sur le carbone océanique »[155] qui associe les travaux scientifiques de cinq programmes internationaux de recherche sur les interactions entre océans et climat. Ces chercheurs concluent que « nous courons le risque d'une inversion du cycle carbone, avec des océans qui pourraient bientôt contribuer à l'effet de serre »[154].
- L'étude de Kristofer Covey publiée fin mars 2021 dans la revue « Frontiers in Forests and Global Change » s'intéresse aux rétroactions climatiques du bassin forestier amazonien avec d'autres agents impactant l'effet de serre, tels que le méthane issu de l'élevage s'installant sur les sols défrichés, le protoxyde d'azote (autre gaz à puissant effet de serre) dopé par l'usage des engrais sur les terres agricoles, ou l'évapotranspiration causée par les incendies. Elle conclut que ces « agents non CO2 » détruiraient probablement le service climatique fourni par les arbres[154].

#### Sous-estimation des effets du changement climatique
Certains scientifiques considèrent que le GIEC, contraint à une prudence excessive par des règles de fonctionnement draconiennes, sous-estime les conséquences du changement climatique :
- James Lovelock énumère plusieurs phénomènes amplificateurs du réchauffement qui semblent négligés et prévient : « Il y a tout lieu de s'inquiéter de l'avenir, d'autant qu'il doit exister un ou plusieurs seuils ou points de bascule […] si les températures globales s'élevaient de plus de 2,7 °C, le glacier du Groenland perdrait sa stabilité et fondrait jusqu'à disparition quasi complète […] une augmentation de 4 °C suffirait à déstabiliser les forêts tropicales ; elles pourraient disparaître au profit d'une végétation rabougrie ou d'un désert. Si cela se produisait, la Terre perdrait un autre mécanisme de refroidissement, et la vitesse du réchauffement s'accélérerait encore […] les algues absorbent le gaz carbonique et produisent des nuages ; le seuil au-delà duquel la croissance des algues décline est de 500 ppm de CO2 ; c'est à peu près le même pour la fonte du Groenland ; les taux actuels de notre croissance placent l'échéance à une quarantaine d'années »[156].
- un article paru dans la revue Science[157], signé de deux chercheurs du Centre national de recherche atmosphérique de Boulder (États-Unis), conclut, à partir de l'étude et de la simulation des nuages tropicaux, que « les modèles climatiques les plus sensibles à la perturbation anthropique fonctionnent mieux et les modèles les moins sensibles ne sont pas capables de bien reproduire des aspects décisifs du climat actuel ». L'évolution du changement climatique serait donc très probablement conforme aux scénarios les plus pessimistes.

### Forêts
La déforestation résulte des actions de déboisement puis de défrichement, liées à l'extension des terres agricoles, à l'exploitation des ressources minières du sous-sol, à l'urbanisation, voire à l'exploitation excessive ou anarchique de certaines essences forestières. La déforestation n'est pas un phénomène récent, mais elle s'est considérablement accélérée : la moitié des forêts de la planète a été détruite au cours du XXe siècle.
La déforestation actuelle concerne essentiellement les forêts tropicales. En 2005, elle a été qualifiée d'« alarmante » par la FAO. Selon le groupe d'experts intergouvernemental sur l'évolution du climat (GIEC), la déforestation contribuait à la fin du XXe siècle à environ 20 % des émissions de gaz à effet de serre.

### Pollution

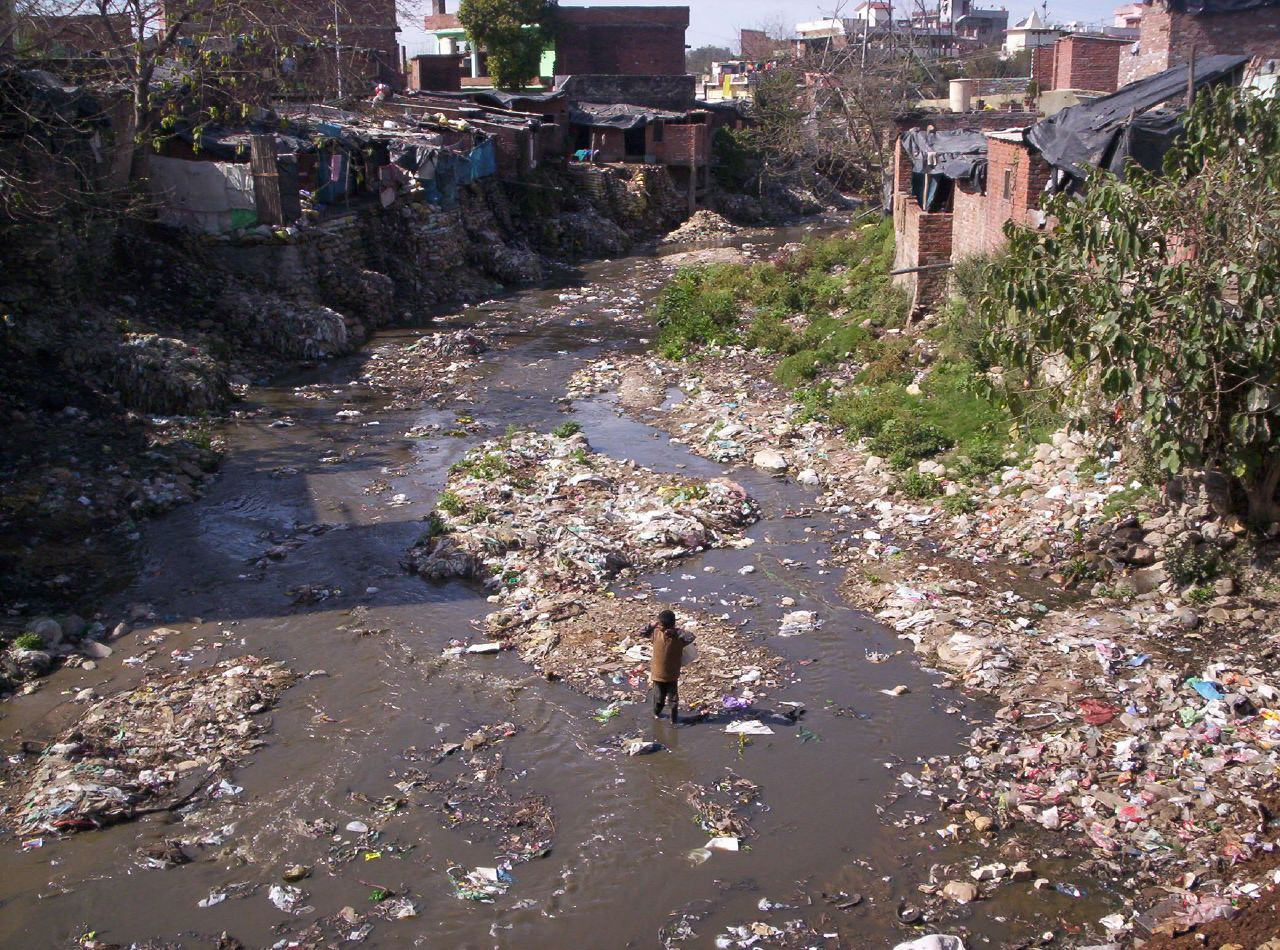
Bidonville le long d'une rivière polluée, Inde, 2005.

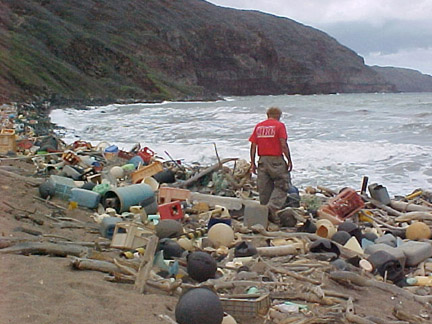
Macrodéchets de surface, apportés par les courants marins sur la côte hawaïenne. Bien qu'il soit illégal de jeter en mer tout type de déchets aux États-Unis, le plastique constituerait 80 % des déchets trouvés en mer en 2009.

L'Organisation mondiale de la santé (OMS) estime que la pollution de l'air est responsable en 2012 de près de 7 millions de morts prématurées par an, surtout dans les pays à revenus faibles et intermédiaires, en particulier en Asie ; plus de la moitié sont dues à la pollution intérieure (en particulier à la cuisine sur des réchauds à charbon, à bois ou à combustibles de la biomasse) et près de la moitié à la pollution extérieure. Les régions les plus touchées sont les plus densément peuplées : l'Extrême-orient avec 2,8 millions (172 décès pour 100 000 habitants) et le Sud-est asiatique avec 2,3 millions (124 décès/100 000 hab.) ; l'Europe compte 582 000 décès par an (106 décès/100 000 hab. dans les pays européens à revenus faibles et moyens et 47 dans les pays à revenus élevés).
La pollution de l'eau est également liée à la surpopulation : chaque année, deux millions de décès sont attribuables à l’insalubrité de l’eau et à l’insuffisance de l’assainissement et de l’hygiène. Le nombre d’objets perdus ou volontairement abandonnés chaque jour dans les océans a été estimé à environ 11 milliards. Ce sont en moyenne 13 000 morceaux de plastique qui flottent sur chaque km2 de mer.
La pollution des sols s'accroit avec la population : les principaux polluants affectant les sols en Europe sont les métaux lourds (37,3 %), les huiles minérales (33,7 %) et les hydrocarbures aromatiques polycycliques (13,3 %).
Une étude de l'Organisation mondiale de la santé évalue en 2011 la charge de morbidité imputable à la pollution sonore en Europe : une personne sur trois est exposée dans la journée à des niveaux de bruit qui peuvent nuire à sa santé ; durant la nuit, un européen sur cinq est exposé à une pollution sonore si forte qu'il peut en devenir malade. De tous les facteurs environnementaux pouvant causer des maladies en Europe de l'Ouest, le bruit arrive en deuxième place derrière la pollution atmosphérique. Il s'y perd chaque année 1 000 000 années de vie en bonne santé du fait de la pollution sonore causée essentiellement par le bruit des transports, dont 61 000 années par maladies cardio-vasculaires, 903 000 années par perturbation du sommeil, et 654 000 années par agacement.
La pollution lumineuse perturbe de plus en plus gravement de nombreuses espèces végétales et animales, et pose aussi des problèmes de santé pour les humains.

### Océans
Selon les données réunies par l’Organisation météorologique mondiale en 2013-2014, l'océan mondial absorbe actuellement un quart environ des émissions anthropiques de CO2, soit environ 4 kg de CO2 par jour et par personne. Cet effet « pompe à carbone » contribue fortement à réduire la quantité de CO2 de l’atmosphère, mais cette capacité semble se dégrader en raison des effets combinés du réchauffement et de l'acidification qui affectent la production et la fixation de carbonates marins (principal puits de carbone planétaire). Le pompage océanique du carbone est 70 % moins efficace en 2013 qu'au début de l'ère industrielle, et il pourrait être encore réduit de 20 % avant 2100.
Une étude du Global ocean oxygen network (GO2NE), groupe de travail créé en 2016 par la Commission océanographique intergouvernementale de l’UNESCO, représentant 21 institutions dans 11 pays, révèle qu'au cours des 50 dernières années, la proportion de zones de haute mer dépourvues de tout oxygène a plus que quadruplé et que les sites à faible teneur en oxygène situés près des côtes ont été multipliés par 10 depuis 1950. Les scientifiques estiment que la teneur en oxygène va continuer à chuter dans ces deux types de zones au fur et à mesure que la Terre se réchauffera ; pour mettre un terme à ce déclin, il est nécessaire de limiter le changement climatique et la pollution par les nutriments, en particulier les engrais et les eaux usées.
Selon une étude publiée dans la revue Nature Geoscience, l'acidification des océans, conséquence de l'augmentation des rejets de CO2, provoque clairement une perte de calcification de 30 à 35 % d'organismes marins à coquilles.
Par ailleurs, le réchauffement des océans déjà évoqué dans la section "changement climatique" est une des causes du blanchissement des coraux, phénomène de dépérissement des coraux, qui se traduit par une décoloration de l’animal consécutive à l’expulsion des zooxanthelles symbiotiques ou en raison de la perte de pigmentation des algues (qui aboutit à leur mort). Ce phénomène qui semble en augmentation régulière dans les océans peut conduire — par insuffisance en apports nutritifs — à la mort du corail sur de vastes surfaces (c'est une des formes de Zones mortes de plus en plus souvent observées en mer).
Selon le rapport de la Banque Mondiale de novembre 2012, qui alerte sur la probabilité d'un réchauffement climatique dépassant 4 °C, de larges fractions des récifs coralliens sont menacées même à 1,5 °C de réchauffement ; l'extinction régionale complète d'écosystèmes coralliens, qui pourrait survenir bien avant que le réchauffement ait atteint 4 °C, aurait de profondes conséquences pour les espèces qui en dépendent et pour les habitants de ces régions, ainsi que pour la protection des rivages.
Une étude parue dans Science montre que la hausse des températures océaniques va faire «glisser» vers les pôles les écosystèmes planctoniques, et provoquer sous les tropiques, dans les eaux les plus chaudes, à l’échelle du XXIe siècle, une diminution de 40 % de la diversité du phytoplancton – la base de la chaîne alimentaire marine – qui pourrait provoquer une diminution de la biomasse totale et un affaiblissement des écosystèmes.

### Déserts et zones arides
Selon le Programme des Nations unies pour l'environnement (PNUE), « À l'échelle globale, la désertification - dégradation des sols dans les zones sèches - affecte 3,6 milliards d'hectares, soit 25 % des terres émergées. Elle menace les moyens de subsistance de plus d'1 milliard de personnes dans quelque 100 pays. ».

### Biodiversité
La publication en 1962 du livre Silent Spring (Printemps silencieux) de Rachel Carson suscita une émotion considérable et a largement contribué à la naissance du mouvement écologiste. Elle évoquait le risque de disparition des oiseaux causé par l'abus des pesticides qui tuent ou empoisonnent les insectes, nourriture des oiseaux, réduisant le printemps au silence. Printemps silencieux déclencha un renversement dans la politique nationale américaine envers les pesticides — conduisant à une interdiction nationale du DDT et d'autres pesticides. Le mouvement populaire que le livre inspira conduisit à la création de l'Agence de protection de l'environnement des États-Unis.
Aujourd'hui, en sus des impacts négatifs des pesticides de l'agriculture industrielle dans les pays du Nord et ceux du Sud ayant pratiqué la "révolution verte" pour augmenter leur productivité agricole, toute forme d'extension des zones cultivées et des pâturages sous l'effet de la surpopulation contribue à la destruction des milieux naturels et donc à la perte de biodiversité.
L'indice planète vivante du WWF a enregistré un déclin de 52 % entre 1970 et 2010. En d’autres termes, le nombre de mammifères, d’oiseaux, de reptiles, d’amphibiens, et de poissons sur le globe a, en moyenne, diminué de moitié en 40 ans. Les 6 569 populations des 1 606 espèces constituant l’IPV des régions tempérées ont vu leur effectif fondre de 36 % entre 1970 et 2010 et l’IPV tropical, englobant 3 811 populations de 1 638 espèces, a plongé dans le même temps de 56 %. Sur le plan régional, c’est l’Amérique latine qui a subi la chute la plus dramatique : -83 %. La perte et la dégradation de l’habitat, d’une part, l’exploitation subie à travers la chasse et la pêche, de l’autre, sont les premières causes de déclin. Le réchauffement climatique, troisième menace la plus grave répertoriée dans l’IPV, devrait avoir un impact croissant à l’avenir, changement climatique dont le panel du GIEC estime qu'il est majoritairement lié aux activités humaines à la fois aux émissions des combustions (transport routier et centrales au charbon, gaz ou fuel) et à l'agriculture et l'élevage (émission de dioxyde de carbone et de protoxyde d'azote, émission de méthane par les ruminants et les rizières).
La FAO a publié en 2019 pour la première fois un rapport traçant un inventaire exhaustif de la biodiversité dont l'érosion accélérée fait planer, selon ses experts, une grave menace sur l'avenir de l'alimentation humaine. Par exemple, 75 % des récoltes dans le monde dépendent de la pollinisation. Sur 6 000 types de plantes cultivées à des fins alimentaires, moins de 200 contribuent substantiellement à la production mondiale, dont neuf en réalisent à elles seules 66 %. La production animale ne repose que sur une quarantaine d'espèces. Cette tendance à la concentration et à la quasi-monoculture rend les productions agricoles beaucoup plus vulnérables à des chocs comme des maladies ou des parasites que celles reposant sur davantage de biodiversité. L'évolution est particulièrement préoccupante en Asie, en Afrique et dans le Pacifique.
La plupart des biologistes craignent une extinction massive des espèces du fait de la destruction d'habitat résultant de l'urbanisation, de la fragmentation des habitats par l'agriculture industrielle et les voies de transport, et dans les forêts tropicales par les techniques d'Agriculture sur brûlis pratiquées par les agriculteurs itinérants, en particulier dans les pays dont la population rurale croît rapidement : cette pratique traditionnelle fonctionnait tant que la population était très faible et que la forêt avait le temps de se régénérer, mais est devenue destructrice et non durable en raison de l'explosion démographique sévissant dans les pays du Sud concernés. Le surpâturage est également une cause de destruction des milieux naturels (érosion des sols…). D'après un sondage fait en 1998 auprès de 400 biologistes par le Muséum américain d'histoire naturelle de New York, près de 70 % des biologistes pensent que nous sommes actuellement au début d'une extinction de masse causée par l'homme,, connue en tant qu'extinction de l'Holocène. Les estimations les plus optimistes montrent que les espèces animales disparaissent environ cent fois plus rapidement qu'avant la révolution industrielle, selon une étude publiée vendredi 19 juin 2015 dans le journal Science Advances par des experts des universités américaines de Stanford, de Princeton et de Berkeley, notamment. Jamais, selon eux, la planète n'a perdu ses espèces animales à un rythme aussi effréné que depuis la dernière extinction de masse, il y a 66 millions d'années, celle des dinosaures. Cette étude montre sans aucun doute possible que nous entrons dans la sixième grande extinction de masse, selon Paul Ehrlich, professeur de biologie à Stanford. Gerardo Ceballos, de l'université autonome de Mexico, précise : « si on permet que cela continue, la vie pourrait mettre plusieurs millions d'années à s'en remettre, et notre espèce même disparaîtrait probablement assez tôt ».
Selon un article de la revue Science, la somme des humains et de leurs animaux domestiques représente 90 % de l’ensemble de la biomasse que constituent les 5 000 espèces de mammifères.
Le syndrome d'effondrement des colonies d'abeilles décrit le fait que des abeilles domestiques, subitement, à n'importe quelle époque (hors hiver où la ruche est en quasi-sommeil) ne rentrent pas dans leur ruche. Des disparitions d'ouvrières ont déjà été observées par le passé, mais elles sont devenues en 2007 massives et brutales : une colonie entière peut disparaître en une seule nuit ; aucune explication satisfaisante n'avait été trouvée. Or les abeilles et autres insectes pollinisateurs sauvages jouent un rôle déterminant pour la pollinisation des plantes, et en particulier celle de nombreuses plantes cultivées : environ 70 % des plantes à fleurs sauvages et cultivées en France métropolitaine et 80 % des cultures dans le monde (soit 35 % du tonnage que nous mangeons) dépendent fortement de la pollinisation par ces insectes. Les insecticides sont dénoncés par les apiculteurs, en particulier un neurotoxique, le Régent, ainsi que le Gaucho et le Cruiser. Ils ont été plus tard retiré du commerce. Entre avril 2014 et avril 2015, les États-Unis ont perdu plus de 40 % de leurs essaims d'abeilles. Neuf mois après le lancement, par décret présidentiel, d’une « stratégie fédérale pour la santé des abeilles et des autres pollinisateurs », les États-Unis ont pris en avril 2015 leurs premières mesures de restrictions des insecticides dits néonicotinoïdes. Dans une lettre adressée début avril aux firmes agrochimiques, l’Agence de protection de l’environnement (EPA) américaine prévient qu’elle ne délivrera plus d’autorisation de mise sur le marché de nouveaux produits contenant des molécules de la famille visée (imidaclopride, thiaméthoxame, etc.), qui sont suspectées d’être les éléments déterminants du déclin des abeilles domestiques et des insectes pollinisateurs et, vraisemblablement, d’une variété d’autres organismes (oiseaux, organismes aquatiques…). En Europe, l’European Academies Science Advisory Council (EASAC) a rendu le même mois un rapport accablant sur ces substances et la Commission européenne doit réévaluer d’ici à la fin de l’année 2015 le moratoire mis en place fin 2013 sur certains usages de trois d’entre elles (clothianidine, imidaclopride et thiaméthoxame) ainsi que du fipronil. En France, la totalité des usages de ces molécules pourraient être bientôt interdits. Un amendement à la loi sur la biodiversité, adopté en première lecture en mars, par l’Assemblée, prévoit leur abandon dès 2016.
Les chauves-souris ont un rôle majeur en tant que prédateurs d'insectes ravageurs et nuisibles. Une étude publiée en 2011 dans Science faisait état de pertes pouvant aller jusqu'à 3,7 milliards de dollars par an pour les agriculteurs nord-américains, provoquées par une maladie décimant les colonies nord-américaines. Les espèces de mégachiroptères se nourrissant de nectar sont d'excellents pollinisateurs, d'autres disséminent les graines par l'intermédiaire des déjections en vol.

## Effets socio-économiques de la surpopulation
Liste non limitative de problèmes associés à, ou exacerbés par la surpopulation humaine :
- Aggravation des conséquences des catastrophes naturelles : les catastrophes naturelles ne sont pas toutes liées à la surpopulation ; par exemple, les séismes et tsunami en sont complètement indépendants, contrairement aux cyclones qui sont liés au réchauffement climatique, donc à la surpopulation. Mais dans tous les cas, l'ampleur des dégâts est considérablement accrue par la surpopulation. Selon la Banque mondiale, « La fréquence et la sévérité des désastres causés par les aléas naturels sont en croissance. Les préjudices économiques provoqués par ces désastres, estimés à 3 500 milliards de dollars de 1980 à 2011, ont plus que triplé en 30 ans »[188],[189].
- Développement massif des migrations : selon le rapport statistique 2016 du Haut Commissariat des Nations unies pour les réfugiés (HCR), un humain sur 113 est désormais déraciné dans le monde. Le nombre de déplacés a quasiment doublé en dix ans, jusqu'à franchir en 2015 le seuil de 65 millions de personnes, l'équivalent de la population française ; pour près de 20 millions d'entre eux, le chemin d'exil se termine dans un camp ; Michel Agier, directeur d'études à l'École des hautes études en sciences sociales, dénombre au moins 460 camps « officiels », installés notamment au Moyen-Orient, en Afrique de l'Est et au Pakistan, auxquels s'ajoutent plus de 1 500 camps de déplacés internes à leur pays, et des milliers d'autres clandestins, installés le long des frontières ou dans les interstices urbains comme les friches, quais ou bâtiments à l'abandon ; selon l'ONU, la moyenne de séjour dans un camp atteint désormais 17 ans[190].
- Des taux élevés de mortalité infantile et juvénile[191].
- Agriculture intensive industrielle pour nourrir des populations denses. Ces méthodes agricoles produisent des quantités massives d'effluents néfastes pour l'environnement (CO2, méthane, nitrates[192], etc.) et favorisent le développement de maladies transmissibles de l'animal à l'homme (maladie de la vache folle, H5N1).
- Risque accru d'émergence de nouvelles épidémies et pandémies[193]. Pour bien des raisons environnementales et sociales, dont la promiscuité, malnutrition et soins de santé inadéquats, inaccessibles, ou inexistants, les pauvres courent plus le risque d'être exposés aux maladies infectieuses[194].
- Pauvreté et inflation sont aggravées par la mal gouvernance et de mauvaises politiques économiques[195].
- Faible espérance de vie dans les pays à fort taux de croissance de la population[196].
- Conditions de vie non hygiéniques dues à l'épuisement des ressources en eau, au rejet d'eaux usées sans traitement[197] et aux décharges d'ordures. A contrario, l'installation d’égouts comme à Karachi permet de réduire fortement le taux de mortalité infantile[198].
- Taux de criminalité élevé dû au trafic de drogue et à l'accroissement des vols par des personnes cherchant à se procurer de quoi survivre[199].
- Conflits pour des ressources rares et promiscuité menant à des niveaux accrus de conflictualité[200]. Les pays d’Asie qui ont la plus forte fécondité sont l’Afghanistan (5,3 enfants par femme), suivi de l’Irak (4,6), du Yémen (4,4), de la Palestine (4,3) et du Pakistan (3,7) ; en Afrique : le Niger, puis la Somalie, le Mali, la RDC, le Tchad ; tous ces pays connaissent une grande instabilité politique, voire des conflits. La guerre de Syrie intervient en 2011, après les douze pires années de sécheresse du Croissant fertile depuis trois siècles : ce n’est pas une coïncidence[181].
- Restriction de la liberté individuelle, lois plus restrictives : la loi régule les interactions entre les humains ; plus la densité de population augmente, plus fréquentes sont ces interactions, et ainsi se développe un besoin de plus de lois et/ou de lois plus restrictives pour réguler ces interactions. Aldous Huxley a même imaginé en 1958 que la démocratie est menacée à cause de la surpopulation, qui pourrait susciter l'apparition de gouvernements de type totalitaire[201].
- L'infanticide des filles, après avoir été fréquent durant des siècles en Inde et en Chine, reste pratiqué aujourd'hui, bien que moins fréquent, dans ces deux pays. La naissance d’une fille est en effet considérée comme une honte, et en Inde, de plus, comme un désastre financier, puisque ses parents doivent, pour la marier, payer une forte dot. Depuis les années 1980, les parents sélectionnent donc les naissances par l’échographie et l’avortement, afin de donner le jour à des garçons. Mais l’infanticide postnatal n’a pas totalement disparu : aujourd’hui, dans les campagnes de l'Inde, on trouve encore des bébés filles empoisonnées ou étouffées. En outre, les négligences volontaires dont elles sont l’objet (manque de soins et de nourriture) expliquent que les fillettes ont une mortalité infantile bien supérieure à celle des garçons[202].
- Dans certaines civilisations, en particulier les civilisations mésoaméricaines, les sacrifices humains rituels semblent avoir été utilisés comme un moyen de combattre la surpopulation. Le démographe Sherburne F. Cook a interprété l'importante augmentation du nombre de sacrifices humains dans la seconde moitié du XVe siècle comme une tentative de régulation collective d'une surpopulation du Mexique central. Cette idée a été reprise par Eric Wolf en 1962, qui a nuancé que ce n'était pas une explication suffisante, puis par R.C. Padden en 1967, qui considérait l'instrumentalisation politique du sacrifice humain comme une spécificité aztèque[203].Selon Ixtlilxochitl[204], la « guerre fleurie », batailles ritualisées opposant les Aztèques ou un de leurs alliés de la Triple alliance à une cité de la vallée voisine de Puebla dans le but de procéder à la capture de prisonniers à sacrifier aux divinités, aurait trouvé son origine dans la famine qui ravageait le Mexique central en 1454. Hernán Cortés a estimé que 3 000 à 4 000 personnes étaient sacrifiées par an[205]. Le nombre de sacrifiés le plus important évoqué dans les chroniques apparaît dans le codex Durán, qui affirme qu'en 1487, pour célébrer la rénovation du Templo Mayor de Mexico-Tenochtitlan par Ahuitzotl, 80 400 captifs auraient été sacrifiés en quatre jours[203], même si ce chiffre est probablement exagéré (le codex Telleriano-Remensis évoque quatre fois moins de victimes)[206].

## Effondrement démographique: famine-épidémies-massacres
Dans la phase terminale du processus de surpopulation, celui de l'effondrement démographique, se déploient les rétroactions naturelles destinées à rétablir l'équilibre entre les espèces et leur environnement :
- les famines : Fernand Braudel écrit, dans Civilisation matérielle, Économie et Capitalisme - XVe-XVIIIe siècle av. J.-C. : « Des siècles durant, la famine revient avec une telle insistance qu'elle s'incorpore au régime biologique des hommes, elle est une structure de leur vie quotidienne. Chertés et pénuries sont en fait continuelles, familières même à l'Europe, cependant privilégiée. Quelques riches trop bien nourris ne changent rien à la règle. Comment pourrait-il en aller autrement ? Les rendements céréaliers sont médiocres. Deux récoltes médiocres, à la suite, entrainent des catastrophes »[207] et : « La France, pays privilégié s'il en fût, aura connu 10 famines générales au Xe siècle ; 26 au XIe siècle ; 2 au XIIe siècle ; 4 au XIVe siècle ; 7 au XVe siècle ; 13 au XVIe siècle ; 11 au XVIIe siècle ; 16 au XVIIIe siècle, sans compter des centaines de famines locales »[207].
- les épidémies : La Peste noire, qui sévissait de façon endémique en Asie centrale, se déclara en Chine en 1334, l'est européen en 1346, Gênes et Marseille en 1347 et tout le pourtour méditerranéen en 1348, puis l'ensemble de l'Europe. Le taux de mortalité moyen d’environ 30 % de la population totale, et de 60 % de la population infectée, est tel que les plus faibles périssent rapidement, et le fléau ne dure généralement que six à neuf mois. On estime que la peste noire a tué entre 30 et 50 % de la population européenne en cinq ans, faisant environ vingt-cinq millions de victimes[208]. Il semble qu’en Europe, la diminution de la population était en cours depuis le début du XIVe siècle, à cause des famines et de la surpopulation (il y eut en 1315-1317 une grande famine européenne qui stoppa l'expansion démographique et prépara le terrain à l'épidémie). Cette décroissance dura jusqu'au début du XVe siècle, aggravée par la surmortalité due à la peste. La France ne retrouvera son niveau démographique de la fin du XIIIe siècle que dans la seconde moitié du XVIIe siècle. En France, entre 1340 et 1440, la population a décru de 17 à 10 millions d'habitants, une diminution de 41 %. Entre 1345 et 1350, le monde musulman et la région du croissant fertile sont durement touchés par la pandémie. La Syrie perd environ 400 000 habitants, soit 1/3 de sa population. La Chine aurait perdu 25 millions d'habitants, soit 30 % de sa population[209]. Au total, ce fléau ramena la population mondiale d'environ 450 millions à une fourchette comprise entre 350 et 375 millions au XIVe siècle.
- la violence auto-destructrice de l'espèce : émeutes, pillages, massacres, guerres : l'Europe du XIVe siècle a été ravagée par la guerre de Cent Ans (de 1337 à 1453) qui est venue ajouter ses morts à ceux de la Peste Noire. Les combats de la guerre font peu de morts directes, mais les chevauchées, la tactique de la terre brûlée et les pillages des compagnies ont durablement touché les campagnes, affaiblissant les populations et les exposant à la famine et à la peste. À notre époque, les génocides, superficiellement analysés par les médias comme causés par des antagonismes ethniques ou religieux, sont en fait, plus profondément, des conséquences de la surpopulation : on constate en effet qu'ils surviennent dans la plupart des cas dans des régions très peuplées. Jared Diamond, dans son livre "Effondrement", consacre un chapitre aux génocides du Rwanda et du Burundi[210]. Il remarque : « Ce sont les deux pays d'Afrique qui ont la population la plus dense et ils figurent parmi les plus peuplés au monde : la densité moyenne de population au Rwanda est le triple du Nigéria, troisième pays d'Afrique pour la densité, et elle est dix fois plus importante que celle de la Tanzanie voisine. Le génocide du Rwanda fut le troisième génocide depuis 1950, après celui des années 1970 au Cambodge et l'accession du Bangladesh à l'indépendance. Comme la population du Rwanda est dix fois moins nombreuse que celle du Bangladesh, le génocide rwandais, mesuré par la population tuée, dépasse de loin le cas du Bangladesh. Le génocide du Burundi causa, pour sa part, quelques centaines de milliers de victimes. Cela suffit à placer ce génocide au quatrième rang pour la proportion de la population tuée. […] En 1994, en six semaines, on estime que 11 % de la population rwandaise ont été assassinés. […] Les analyses courantes des génocides au Rwanda et au Burundi en font le fruit de haines ethniques préexistantes qu'auraient attisées des politiciens cyniques. » Jared Diamond analyse ensuite de façon détaillée l'évolution de la population, les dégradations environnementales causées par la surpopulation et des pratiques culturales néfastes ; il note : « En 1990, malgré les massacres et les départs massifs en exil, la densité de population moyenne était de 760 personnes au km2, soit plus que celle du Royaume-Uni (610 au km2) et un peu moins que celle de la Hollande (950 au km2). Mais le Royaume-Uni et la Hollande disposent d'une agriculture extrêmement mécanisée […] À la fin des années 1980, des famines ont recommencé. […] Catherine André et Jean-Philippe Platteau, deux économistes belges, ont étudié en 1988 et 1993 les effets des changements environnementaux et démographiques sur une commune de Kanama, au nord-est du Rwanda […] Le pourcentage de la population consommant moins de 1 600 calories par jour (niveau en dessous de celui de la famine) était de 9 % en 1982, mais de 40 % en 1990. […] Après 1994, Catherine André a tenté de retracer le destin des habitants de Kanama : elle a découvert que 5,4 % étaient déclarés morts par suite de la guerre. Ce nombre est sous-estimé […] il n'en reste pas moins que ce taux de mortalité dans une région où la population était presque exclusivement composée de Hutus a été la moitié de celui des régions où les Hutus ont massacré des Tutsis. » Jared Diamond explique que les victimes des massacres étaient d'abord les gros propriétaires et plus généralement les personnes qui avaient excité les jalousies, mais aussi les « fauteurs de troubles », et enfin « des personnes très pauvres et mal nourries, mortes de famine faute d'argent pour acheter de la nourriture ou payer les pots-de-vin exigés pour acheter leur survie aux barrages ». En conclusion, André et Jean-Philippe Platteau notent : « les évènements de 1994 ont fourni une occasion unique de régler des comptes ou de remanier les propriétés même parmi les villageois hutus. Il n'est pas rare, aujourd'hui encore, d'entendre des Rwandais soutenir qu'une guerre était nécessaire pour diminuer une population en excès et pour la ramener au niveau des ressources en terre disponibles ». Gérard Prunier dit la même chose : « Les politiciens avaient bien sûr des raisons politiques de tuer. Mais si de simples paysans dans leur ingo (entourage familial) ont poursuivi le génocide avec un tel acharnement, c'est qu'une réduction de la population, pensaient-ils sans doute, ne pourrait que profiter aux survivants »[211].

Après l'effondrement, un nouvel équilibre s'instaure peu à peu, et la croissance peut redémarrer sur des bases assainies. Le grand historien Fernand Braudel décrit très bien ce phénomène : « Chaque reflux résout un certain nombre de problèmes, supprime des tensions, privilégie les survivants ; c'est un remède de cheval, mais c'est un remède. Au lendemain de la Peste Noire du milieu du XIVe siècle, les héritages se concentrent entre quelques mains. Seules les bonnes terres restent cultivées (moins de peines et de meilleurs rendements), le niveau de vie et les salaires réels des survivants montent. En Languedoc, commence ainsi un siècle, de 1350 à 1450, où le paysan, avec sa famille patriarcale, sera le maître d'un pays vide ; les arbres et les bêtes sauvages y ont envahi les campagnes prospères de jadis. Mais l'homme va bientôt pousser dru, reconquérir ce que l'animal et la plante sauvage lui avaient dérobé, et son progrès même pèsera sur ses épaules, recréera sa misère. Dès 1560 ou 1580, en France comme dans tout l'Occident, l'homme redevient trop nombreux ».

## Politiques démographiques
La lutte contre les effets ravageurs de la surpopulation ne peut se réduire à la facilitation du contrôle des naissances. Une stratégie globale est nécessaire pour opposer des solutions appropriées à tous les facteurs socio-culturels qui motivent la procréation : ignorance, accès insuffisant aux moyens contraceptifs, domination masculine, besoin d'assurer ses vieux jours, normes religieuses ou sociétales…

### Contrôle des naissances

Carte des pays du monde selon les types de lois sur l'avortement.
Légende :
Légal
Légal en cas de viols, de risques pour la vie de la mère, maladies mentales, facteurs socio-économiques ou malformations fœtales
(Légal pour) ou (illégal sauf pour) les viols, risques vitaux, malformations ou maladies mentales
Illégal, avec exceptions pour le viol, risques vitaux, maladies mentales
Illégal, avec exceptions pour risques vitaux ou maladies mentales
Illégal, aucune exception tolérée
Variable selon les régions
Non renseigné

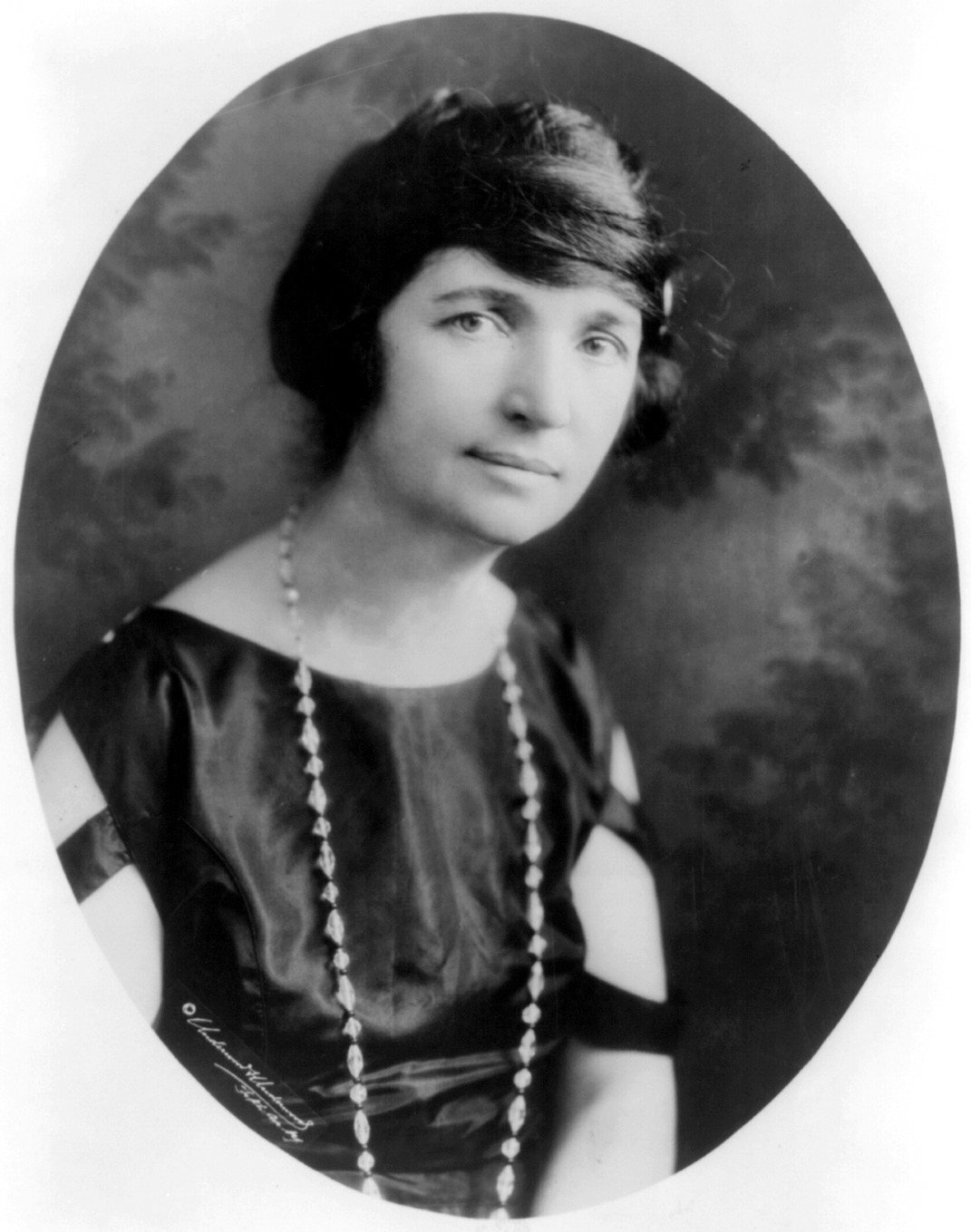
Margaret Sanger en 1922.

La première mesure qui vient à l'esprit pour réduire la natalité est d'améliorer l'accès aux méthodes contraceptives et à la stérilisation.
Il aura fallu attendre le XVIe siècle pour voir apparaître le premier préservatif à base d'herbes, inventé par Gabriele Falloppio. On expérimentera également, à cette époque, différentes méthodes. De manière générale, on préfère alors parler d'étreintes réservés et de manœuvres post-coïtales. En 1661, Madame de Sévigné parle, dans ses « Lettres à sa fille » d'utiliser des « restringents » ou de faire chambre à part.
Dès la fin du XIXe siècle, les politiques de contrôle des naissances deviennent populaires, en particulier dans les pays anglo-saxons, mêlant plusieurs facteurs, dont la crainte d'une explosion des naissances des populations des États colonisés, la popularité des thèses eugénistes, mais aussi les progrès de la laïcité et du féminisme, qui affirme le droit à disposer de son corps.
Une personnalité marquante de ce combat a été Margaret Sanger, qui créa aux États-Unis des cliniques de proximité pour le contrôle des naissances, terme de son invention, puis qui, après un an d'exil en Europe pour échapper aux poursuites judiciaires, fonda en 1921 l'American Birth Control League (ligue pour le contrôle des naissances), qui deviendra en 1942 le Planning familial. En 1951, Margaret Sanger rencontra Gregory Pincus et lui procura un budget pour entreprendre des recherches sur la contraception hormonale. En 1952, elle obtint de sa très riche amie la philanthrope féministe Katharine McCormick des fonds plus importants pour ces recherches qui aboutirent en 1956, à la mise au point de la première pilule contraceptive ; la pilule fut mise en vente aux États-Unis dès 1957, mais uniquement comme moyen curatif aux dérèglements chez certaines femmes, puis en 1960 elle fut autorisée à la vente comme contraceptif.
Après la Seconde Guerre mondiale, les méthodes contraignantes (en particulier les programmes de stérilisations contraintes) ont perdu de leur légitimité en même temps que l'eugénisme, bien que certains programmes aient été continués (aux États-Unis jusqu'aux années 1960, au Pérou dans les années 1990). Les États ont eu alors tendance à procéder via des incitations non contraignantes, sous le nom de planning familial, à l'exception notable de l'Inde et de la Chine. L'aspect contraignant des méthodes de contrôle des naissances a été dénoncé en particulier dans les années 1980, certains auteurs soulignant la continuité entre les méthodes mises en œuvre par des régimes démocratiques et celles utilisées par des régimes totalitaires. Dans le même temps, les fondamentalismes religieux et le mouvement « pro-vie » critiquaient ces politiques.
La promotion de la maîtrise des populations (en partie soutenue par des organisations internationales comme l'OMS) a mené à déployer la contraception dans des pays à population en forte croissance après la révolution agricole et la révolution médicale. Ces politiques ont été initiées dès les années 1950 par l'Inde et le Pakistan, et continueront, de manière brutale en Chine et en Inde, lors des années 1980. En Inde, Sanjay Gandhi, le fils du Premier ministre Indira, fait ainsi réprimer les populations récalcitrantes, tandis que Deng Xiaoping met en œuvre, en 1979, la « politique de l'enfant unique ».
À l'inverse, certains pays ont mis en œuvre des politiques de promotion de la natalité, généralement sur la base de motivations nationalistes : c'est le cas en particulier de la France sous la Troisième République, ainsi que de l'Italie fasciste et de l'Allemagne nazie. Ces politiques restent en vigueur en France sous la forme des allocations familiales attribuées seulement à partir du deuxième enfant, du système du quotient familial et de nombreuses dispositions similaires qui encouragent directement les parents à avoir des familles nombreuses. Ces dispositifs semblent faire l'objet d'un large consensus, avec l'appui des clergés et des associations familiales.
Cependant, la société civile a vu émerger un mouvement pour le libre contrôle de la natalité : le 8 mars 1956, l'association Maternité heureuse se crée dans la quasi-clandestinité, puis devient en 1960 le Mouvement français pour le planning familial qui militera pour donner accès à la contraception aux françaises et pour l'abolition de la loi de 1920.
En mars 1961 l'Assemblée des cardinaux et archevêques de France condamne « tout procédé contraceptif ou moyen stérilisant qui a pour but d'entraver la venue au monde des enfants ». Mais en juin 1961 s'ouvre le premier Centre de planification à Grenoble, ainsi qu'un second à Paris en octobre.
En 1967, la Loi Neuwirth vient abroger la loi de 1920, autorisant ainsi la contraception, qui ne sera remboursée qu'en 1975 avec la loi Veil.
La Chine assouplit progressivement sa « politique de l'enfant unique » : alors que jusqu'ici les chinois n'étaient autorisés à avoir un deuxième enfant que s'ils vivaient à la campagne et que leur premier nourrisson était une fille ou lorsque les deux parents étaient enfants uniques, désormais (annonce de novembre 2013) les couples qui ne comptent qu'un seul parent enfant unique pourront avoir deux enfants ; la politique des naissances sera ajustée et améliorée progressivement pour promouvoir « l'accroissement équilibré à long terme de la population de la Chine », a indiqué l'agence Chine Nouvelle, qui parle d'une « réforme majeure ». En 2015, la politique de l'enfant unique est abolie et remplacée par une politique fixant le nombre maximal d'enfants à deux par famille.
Paul Ehrlich, biologiste à l'université Stanford, et John Harte, spécialiste en ressources naturelles et énergie à l'université de Berkeley, ont publié dans la revue Nature Climate Change un article relevant la contradiction majeure entre le discours du pape François, dans son encyclique Laudato si’, sur l'action à conduire pour éviter un dérapage climatique dangereux et celui qu'il tient sur la contraception et le contrôle des naissances. Ils l'appellent à abandonner l'obsession de l'Église catholique sur la contraception et l'avortement, et à soutenir les droits des femmes et le planning familial. En effet, l'encyclique dénonce la « pression internationale » qui s'exercerait sur les pays en développement pour subordonner l'aide économique qu'ils pourraient recevoir à une politique de « santé reproductive », et affirme que « la croissance démographique est complètement compatible avec un développement intégral et partagé ». Les scientifiques répondent : « Un regard attentif à la pleine complexité des interconnexions entre les dimensions démographique, biophysique, économique et sociale de l'environnement planétaire suggère que la croissance démographique n'est pas compatible avec un développement partagé et durable » et soulignent qu'orienter l'Humanité vers la sécurité alimentaire suppose d'abandonner « la fiction d'une croissance démographique perpétuelle ». La croissance démographique augmente la pression sur les ressources naturelles et les services écosystémiques, au risque de les épuiser ; et cette même pression croissante, par une population plus nombreuse, rend encore plus difficile l'avènement de formes de gouvernance favorables à une distribution plus équitable des ressources.
Les religions, en particulier le catholicisme, les sectes évangélistes et l'islam, s'opposent en général à la contraception. On observe cependant des exceptions : au Mexique, la baisse de fécondité fut négociée en 1972 entre l'Église et le président Luis Echeverría, et le taux de fécondité est passé de 6,5 enfants par femme à 2,3 ; en Iran, pays à strict régime musulman, la pression démographique a fortement diminué ces dernières décennies, de même que dans les pays du Maghreb : en Algérie, l'âge moyen du mariage est passé de dix-sept à vingt-huit ans en une seule génération, notamment parce que les femmes se sont massivement dirigées vers les études ; en Tunisie on compte, à la sortie de l'université, 40 % de plus de femmes que d'hommes.

### Éducation
L'éducation au sujet de la surpopulation, du planning familial et des méthodes de contrôle des naissances est bien évidemment un ingrédient de base de toute politique de modération de la démographie. Mais au-delà de cette évidence, l'élévation du niveau d'éducation générale elle-même est indispensable, car la corrélation entre l'ignorance et la natalité a toujours été observée ; en particulier l'accession des femmes à l'éducation est indispensable à leur émancipation, condition sine qua non pour qu'elles puissent refuser la procréation.
Au niveau mondial, près de 40 % des grossesses (soit environ 80 millions par an) ne sont pas désirées.
Environ 350 millions de femmes des pays les plus pauvres soit n'ont pas désiré leur dernier enfant, ne veulent pas d'autres enfants ou veulent espacer leurs grossesses, mais il leur manque l'accès à l'information, aux moyens et services à prix abordable pour déterminer la taille et l'espacement de leur progéniture. Dans les pays en développement, quelque 514 000 femmes meurent chaque année de complications de la grossesse et lors d'avortements, 86 % de ces décès survenant en Afrique subsaharienne et en Asie du Sud. Aux États-Unis, en 2001, presque la moitié des grossesses étaient non désirées.
A contrario, des lois peuvent refuser explicitement le droit des femmes à disposer de leur corps : « L'approbation par le Président Afghan Hamid Karzai de la loi Shia Personal Status en mars 2009 a effectivement détruit le mouvement Shia pour les droits de la femme et la liberté en Afghanistan. Selon cette loi, les femmes n'ont pas le droit de refuser l'acte sexuel à leur époux sauf si elles sont malades, et peuvent être privées de nourriture en cas de refus ».

### Systèmes sociaux
Une des motivations les plus fortes pour la procréation est le souci « d'assurer ses vieux jours ». De nos jours encore, les partisans des politiques natalistes argumentent sur la nécessité d'avoir des enfants pour financer les retraites. A fortiori, dans les pays démunis de systèmes de retraites, la seule façon de se garantir des moyens de subsistance en fin de vie est d'avoir plusieurs enfants qui pourront y pourvoir. Aucune politique de réduction de la natalité ne peut être efficace sans la création de systèmes de retraite et/ou d'assurance vieillesse afin d'atténuer cette motivation fondamentale.

### Droits de la femme
La surpopulation est étroitement liée à la domination masculine et à la négation des droits de la femme : le rapport 2013 du Fonds des Nations unies pour la population, consacré à « La mère-enfant », donne des statistiques révélatrices :
- environ 19 % des jeunes femmes des pays en développement tombent enceintes avant l'âge de 18 ans ;
- chaque année, dans ces pays, 7,3 millions de filles de moins de 18 ans mettent un enfant au monde ;
- selon les estimations 2010, 36,4 millions de femmes de ces pays âgées de 20 à 24 ans, dont 17,4 millions en Asie du Sud, ont signalé avoir eu un enfant avant l'âge de 18 ans ; c'était en particulier le cas de 28 % des femmes de 20 à 24 ans d'Afrique de l'Ouest et du Centre, régions où le pourcentage des accouchements de filles de moins de 15 ans est le plus élevé : 6 % ;
- quelque 70 000 adolescentes meurent chaque année de causes liées à la grossesse et à l'accouchement dans les pays en développement ;
- malgré l'engagement quasi universel d'éliminer le mariage d'enfants, une fille sur trois est mariée avant l'âge de 18 ans ; cette pratique est généralement plus fréquente dans les situations de pauvreté extrême : ainsi, cette proportion atteint son taux maximal (75 %) au Niger, l'un des cinq pays les plus pauvres du monde
- dans les pays en développement, une fille sur neuf est contrainte de se marier avant l'âge de 15 ans ; au Bangladesh, au Niger et au Tchad, ce taux dépasse une sur trois ;
- sur les 13,1 millions d'enfants mis au monde par des mères de 15 à 19 ans dans le monde, seules 680 000 naissent dans les pays développés, dont 329 772 aux États-Unis en 2011.

Le rapport 2022 du Fonds des Nations unies pour la population souligne que 121 millions de grossesses non planifiées sont enregistrées tous les ans, soit près de la moitié des grossesses dans le monde, et que 60 % d’entre elles aboutissent à un avortement.

## Citations
Dans le manifeste signé par 15 364 scientifiques de 184 pays, publié par Le Monde le 13 novembre 2017 et dans la revue BioScience, pour mettre en garde l'humanité contre les risques environnementaux liés à son comportement, la surpopulation est citée comme l'un des principaux dangers : « les scientifiques signataires de la précédente déclaration de 1992 plaidaient pour une stabilisation de la population humaine, et expliquaient que le vaste nombre d'êtres humains – grossi de 2 milliards de personnes supplémentaires depuis 1992, soit une augmentation de 35 % – exerce sur la Terre des pressions susceptibles de réduire à néant les efforts déployés par ailleurs pour lui assurer un avenir durable » ; « nous mettons en péril notre avenir en refusant (…) de prendre conscience que la croissance démographique rapide et continue est l'un des principaux facteurs des menaces environnementales et même sociétales ». Le manifeste liste des « mesures efficaces et diversifiées que l’humanité pourrait prendre pour opérer sa transition vers la durabilité », dont : « réduire encore le taux de fécondité en faisant en sorte qu’hommes et femmes aient accès à l’éducation et à des services de planning familial, particulièrement dans les régions où ces services manquent encore » et « déterminer à long terme une taille de population humaine soutenable et scientifiquement défendable tout en s’assurant le soutien des pays et des responsables mondiaux pour atteindre cet objectif vital ».
Selon Claude Lévi-Strauss, « la surpopulation est le problème fondamental de l'avenir de l'humanité »,.
Le commandant Cousteau a déclaré : « Une terre et une humanité en équilibre, ce serait une population de cent à cinq cents millions de personnes, mais éduquées et capables d'auto-subsistance. Le vieillissement de la population n'est pas le problème. C'est une chose terrible à dire, mais pour stabiliser la population mondiale, nous devons perdre 350 000 personnes par jour. C'est une chose horrible à dire, mais ne rien dire l'est encore plus ».
René Dumont, agronome et premier candidat écologiste à une élection présidentielle française, en 1974, commença son allocution télévisée par : « Je vais vous parler ce soir du plus grave des dangers qui menace notre avenir : celui de la surpopulation, tant dans le monde qu'en France ».
Le député européen Yves Cochet déclare en 2009 : « Aujourd'hui, plus on a d'enfants, plus on touche. Je propose qu'une famille continue de percevoir des aides pour les deux premiers enfants, mais que ces aides diminuent sensiblement à partir du troisième » et : « Il n'est pas question d'un programme autoritaire de limitation des naissances, mais d'une neutralité de l'État français ou des institutions européennes, c'est-à-dire une réduction des allocations familiales à partir du troisième enfant ».
Kofi Annan, secrétaire général des Nations unies (1997-2006) a déclaré : « Si nous continuons dans cette voie, si nous ne faisons rien pour enrayer l'accroissement de la population, nous allons en payer le prix, nous allons nous retrouver dans un monde surpeuplé. La démographie a un impact sur le développement économique, sur l'environnement et sur les ressources de la Terre qui sont limitées ».
Dans une interview donnée au journal Le Soir, Christian de Duve, prix Nobel de médecine en 1974, se prononce en faveur d'un « contrôle des naissances très strict » en affirmant que « "Le" problème, c'est la démographie. (…) De mon vivant, la population du monde a quadruplé, dépassant les possibilités naturelles. Donc nous sommes en train, par notre nombre croissant, de rendre le monde invivable. (…) Jusqu'à présent, la contraception, la limitation des naissances a été condamnée par le Vatican. C'est scandaleux, car le seul espoir de l'humanité de survivre, est de ne pas continuer son expansion. », et dans son livre Sur la Science et au-delà : « On a reculé de deux siècles l'apocalypse prédite par Malthus. Mais on s'en rapproche dangereusement (…). Toutes les menaces qui pèsent sur l'avenir résultent d'une cause : nous sommes trop nombreux par rapport aux ressources de la planète (…). La survie des hommes est en jeu ».
Nicolas Sarkozy déclare le 3 mai 2016 : « Il y a un phénomène que nous n'avons jamais connu (…), c'est la pression démographique planétaire qui va nous amener de sept milliards à onze milliards et demi en 2100, demain matin. (…) Les Républicains demandent une conférence mondiale annuelle sur la démographie mondiale, sur la nécessité d'un planning familial et sur la définition d'une stratégie démographique sur la planète ».
Emmanuel Macron déclare le 3 juillet 2018 : « Quand vous êtes un pays pauvre où vous laissez la démographie galopante, vous avez sept ou huit enfants par femme, vous ne sortez jamais de la pauvreté » ; il préconise de soutenir le planning familial et de lutter contre les mariages forcés.
Le président égyptien Abdel Fattah al-Sissi déclare en 2017 que le terrorisme et la surpopulation représentent les deux principales menaces pour l’Égypte. Son premier ministre Mostafa Madbouli exprime à nouveau cette inquiétude en février 2020, alors que la population égyptienne atteint le seuil de 100 millions d’habitants : « La croissance de la population est le défi le plus grand de l’État (…) et cela affecte la sécurité nationale ».